# Africa de Sud
Africa de Sud (în engleză: Republic of South Africa; în afrikaans: Republiek van Suid-Afrika; în zulu: iRiphabhuliki yaseNingizimu Afrika; și alte 8 denumiri oficiale) este o țară situată la extremitatea sudică a continentului Africa, având 2.798 de kilometri de coastă la Oceanul Atlantic și Oceanul Indian. La nord se învecinează cu Namibia, Botswana și Zimbabwe, iar la est cu Mozambic și Eswatini, în timp ce Lesotho este o țară independentă complet înconjurată de Africa de Sud. Africa de Sud este stat multinațional (multietnic).
Oamenii moderni locuiesc pe teritoriul Africii de Sud de mai bine de 100.000 de ani. La sosirea primilor europeni, populația indigenă reflecta valurile de popoare migratoare sosite din diferite părți ale Africii, noii veniți devenind majoritari. Cele mai importante comunități erau xhosa și zulu.
În 1652, la 154 de ani de la descoperirea Capului Bunei Speranțe de către Bartolomeu Diaz, Compania Neerlandeză a Indiilor de Est a înființat un punct de reaprovizionare pe locul a ceea ce urma să devină Cape Town. Cape Town a devenit o colonie britanică în 1806. Colonizarea europeană a luat avânt în anii 1820, când afrikanerii (la origine olandezi, francezi și germani) și britanicii au colonizat nord-estul țării. La acea dată, au apărut conflicte pentru teritoriu între coloniști și xhosa și zulu. Descoperirea diamantelor și, mai târziu, a aurului a declanșat conflictul cunoscut sub numele de Primul Război al Burilor, în care britanicii și burii (care sunt de fapt afrikaneri care au părăsit colonia Capului pentru a fonda republicile bure) au luptat pentru controlul minereurilor din Africa de Sud. Deși burii au fost învinși în Al Doilea Război al Burilor, britanicii au acordat o autonomie limitată Africii de Sud în 1910, când a devenit dominion al coroanei. 
De-a lungul anilor, afrikanerii și britanicii au instituit segregația rasială. Până în 1948, aceasta a fost în mare parte informală, deși existau unele legi adoptate pentru a controla circulația populației de culoare. În 1948, acest sistem s-a transformat oficial în segregare instituționalizată, cunoscută sub numele de apartheid. Aceste legi au stabilit trei clase de stratificare rasială, favorizând sud-africanii albi în detrimentul celorlalte etnii, mai ales al sud-africanilor negri. Africa de Sud a obținut independența politică față de britanici în 1961, când a fost declarată republică. Guvernul și parlamentul au legiferat continuarea apartheid-ului, în ciuda opoziției atât din țară, cât și din străinătate. În 1990, guvernul sud-african și Congresul Național African au început negocierile care au dus treptat la abrogarea legilor discriminatorii ale apartheid-ului și la alegeri democratice în 1994. Țara a revenit apoi în Comunitatea Națiunilor (Commonwealth of Nations). Africa de Sud este una dintre puținele țări din Africa care nu a avut niciodată o lovitură de stat și unde alegerile electorale au avut loc în mod regulat de aproape un secol. Cu toate acestea, marea majoritate a sud-africanilor negri nu au putut vota până la alegerile din 1994.
Africa de Sud este cunoscută pentru diversitatea sa de culturi, limbi și credințele religioase, primind astfel denumirea "națiunea curcubeu" (în engleza, rainbow nation) de către Desmond Tutu. Unsprezece limbi oficiale sunt recunoscute în Constituția Africii de Sud. Limbile de origine europeană au o poziție importantă în societatea sud-africană. Limba engleză este limba cea mai folosită în sferele comerciale, oficiale și publice, urmată de limba afrikaans. Populația Africii de Sud este de o mare diversitate etnică, cu cele mai mari comunități de albi, indieni și mulatri (coloured) de pe continentul african. Cu toate că 79,2% din populația Africii de Sud este neagră, aceasta este alcătuită dintr-o mare varietate de grupuri etnice care vorbesc diferite limbi bantu, dintre acestea nouă având statut oficial.
Africa de Sud este cea mai industrializată și diversificată economie de pe continent, fiind membră a mai multor organizații economice exclusive, precum G8+5, G20 și BRICS. Deși multe părți ale țării și economiei sunt foarte dezvoltate, comparabile cu cele din Occident, țara are și părți mai puțin dezvoltate, comparabile cu alte țări în curs de dezvoltare, dar totuși mai avansate decât alte țări africane sub-sahariene. Această inegalitate economică este o consecință a sistemului apartheid.

## Istorie

### Arheologie preistorică

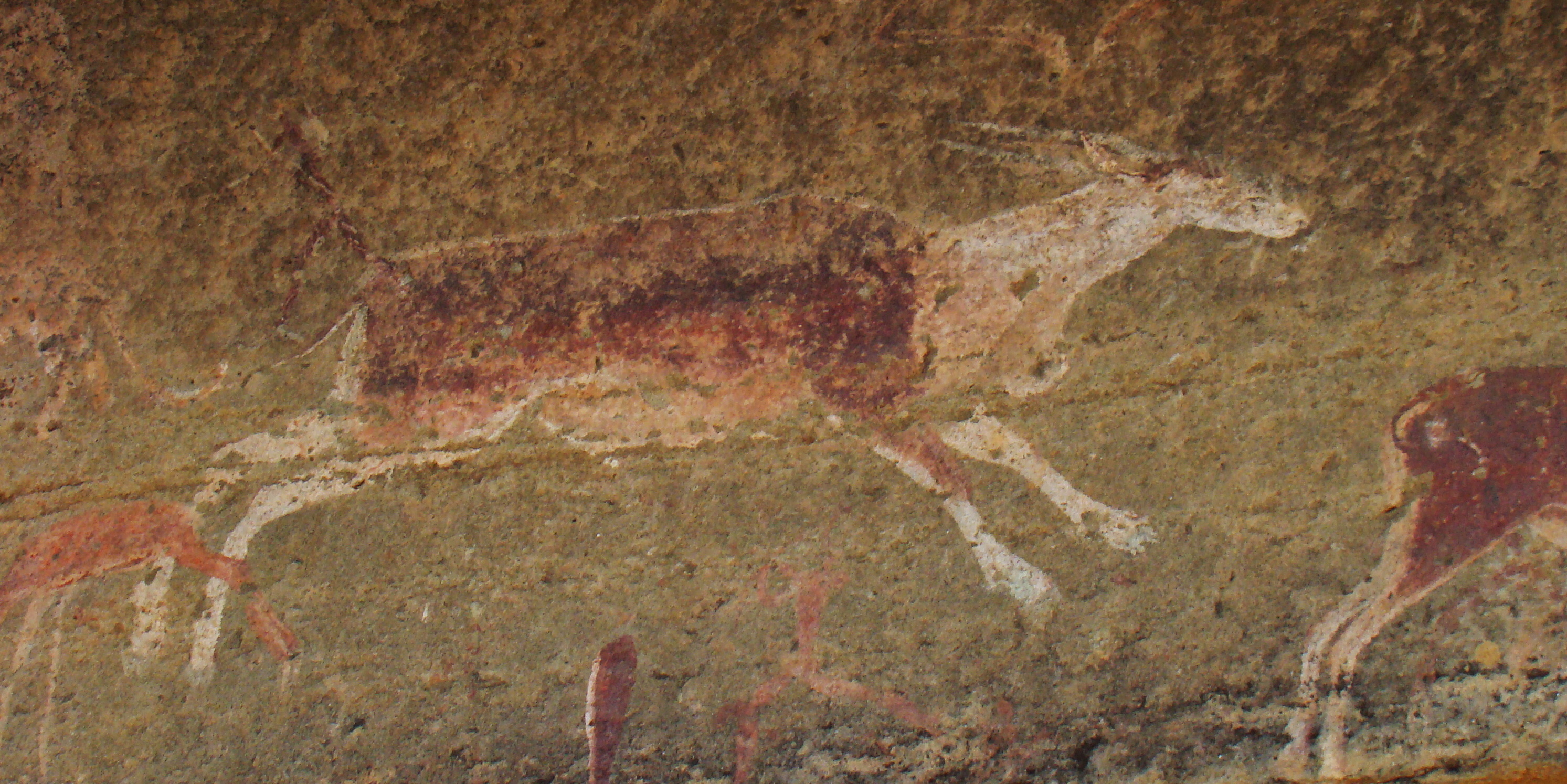
O pictură rupestră san în Munții Scorpiei (Drakensberg).

Africa de Sud conține unele dintre cele mai vechi situri arheologice și fosile umane din lume. Arheologii au descoperit multe rămășițe de fosile într-o serie de peșteri din provincia Gauteng, zona respectivă aparținând acum Patrimoniului Mondial UNESCO și fiind denumită „Leagănul Omenirii”. Siturile arheologice includ Sterkfontein, unul dintre cele mai bogate situri cu fosile de hominini din lume. Alte situri includ Swartkrans, Peștera Gondolin, Kromdraai, Peștera Coopers și Malapa. Raymond Dart a identificat cea mai veche fosilă de hominină descoperită în Africa, Copilul din Taung (găsită lângă localitatea Taung) în 1924. Mai multe rămășițe de hominini au fost descoperite în siturile Makapansgat din provincia Limpopo, localitățile Cornelia și Florisbad din provincia Free State, peștera Border din provincia KwaZulu-Natal, gura râului Klasies în provincia Eastern Cape, și localitățile Pinnacle Point, Elandsfontein și Die Kelders din provincia Western Cape.
Aceste descoperiri sugerează că în Africa de Sud au existat diverse specii de hominini acum aproximativ trei milioane de ani, începând cu Australopithecus africanus. Urmate de specii precum Australopithecus sediba, Homo ergaster, Homo erectus, Homo rhodesiensis, Homo helmei, Homo naledi și, în cele din urmă, oameni modern (Homo sapiens). Oamenii moderni locuiesc în Africa de Sud de cel puțin 170.000 de ani. Mai mulți cercetători au descoperit instrumente de piatră în valea râului Vaal.

### Expansiunea bantu

Migrația popoarelor în Africa de Sud

Înainte de sosirea popoarelor bantu, teritoriul Africii de Sud a fost populat de popoare khoisan formate din triburi de khoikhoi și de san (care în prezent constituie mai puțin de 0,5% din populația Africii de Sud).
Expansiunea popoarelor bantu spre Africa Sudică a început din zonele Africa Centrală și Africa Occidentală, de unde mai multe triburi bantu au migrat peste o perioadă îndelungată în mai multe părți al Africii subsahariene. Până în secolul al IV-lea sau al V-lea d.Hr., așezările popoarelor bantu, cu păstori și fermieri care deja foloseau fier, erau deja prezente pe latura sudică râului Limpopo (acum granița de nord cu Botswana și Zimbabwe). Triburile bantu s-au extins treptat spre sudul țării, și au strămutat, cucerit și absorbit popoarele băștinașe khoisan (khoikhoi și san). Cele mai vechi fierării din provincia KwaZulu-Natal sunt considerate de a fi din jurul anului 1050 d.Hr. Cel mai sudic popor bantu a fost și a rămas poporul xhosa, a cărui limbă ajunseseră să încorporeze anumite trăsături lingvistice ale poporului khoisan. Până la sosirea europenilor, expansiunea poporului xhosa a ajuns până la râul Great Fish River, în provincia Eastern Cape. 
Prin urmare, jumătatea estică a teritoriului prezent al Africii de Sud a fost cucerit de popoarele bantu, cu jumătatea vestică rămânând populată de popoarele băștinașe khoisan până la colonizarea europeană. Acest aspect se vede și în ziua de azi prin răspândirea geografică a grupurilor etnice, cu popoarele bantu fiind în continuare concentrate în jumătatea estică a țării.

### Expediții portugheze

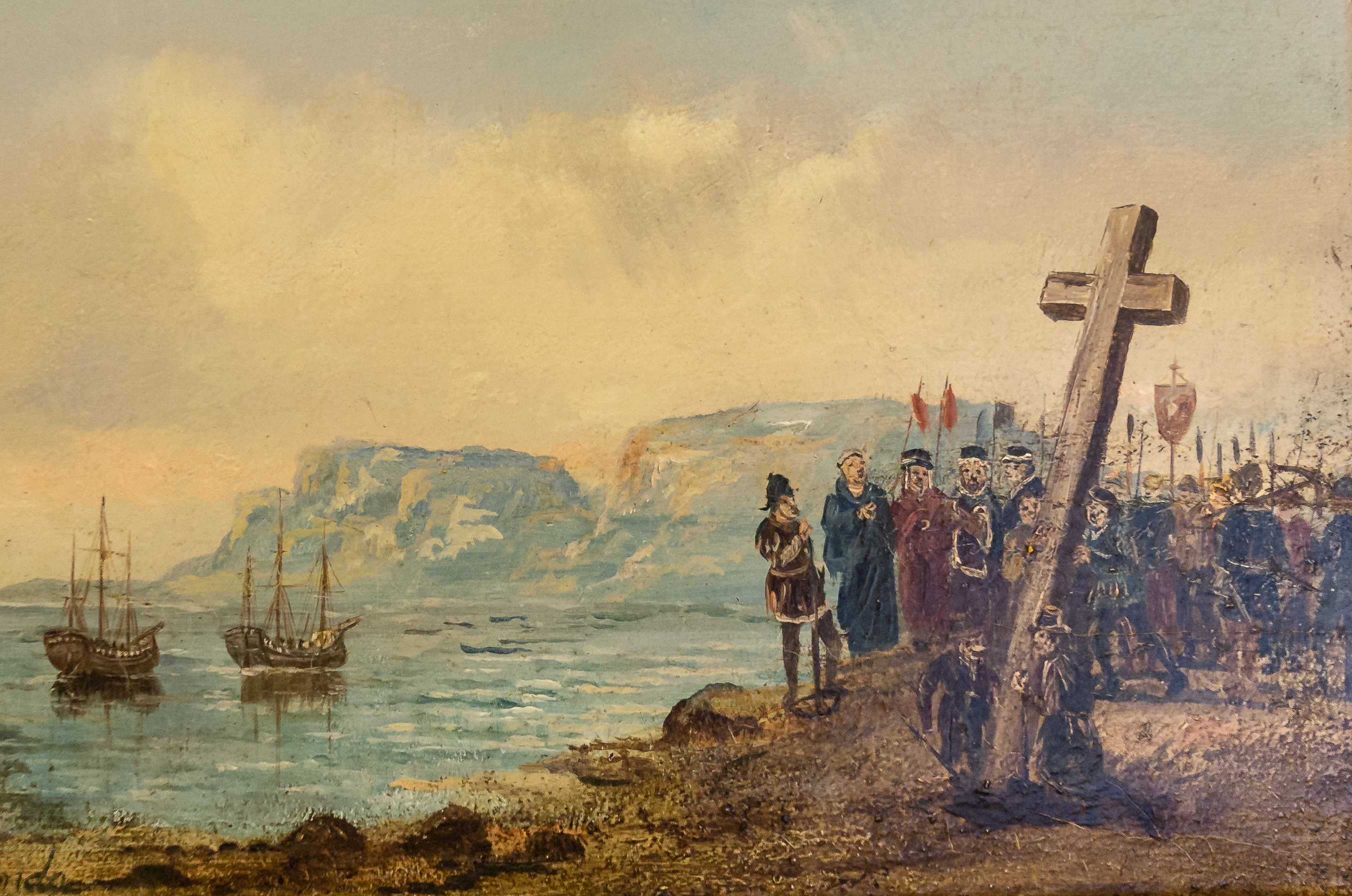
Bartolomeu Diaz plantând crucea la Punctul Capului (Cape Point) după ce a fost primul care a trecut cu succes Capul Bunei Speranțe.

În 1487, exploratorul portughez Bartolomeo Diaz a condus prima expediție europeană spre țara din sudul Africii. Pe 4 decembrie, a ajuns îm Golful Walfisch (acum cunoscut sub numele de Walvis Bay în Namibia). Acesta se afla la sud de punctul cel mai îndepărtat atins în 1485 de predecesorul său, navigatorul portughez Diogo Cão (Cape Cross, la nord de golf). Diaz a continuat pe coasta de vest a Africii de sud. După 8 ianuarie 1488, împiedicat de furtuni să procedeze de-a lungul coastei, a trecut în extremitatea cea mai sudică a Africii fără să o vadă. Pe 3 februarie 1488, Diaz și marinarii săi au sosit în golful Angra dos Vaqueiros (azi Mosselbaai), fiind primii europeni care au pus piciorul pe pământ sud-african. Mai departe, pe parcurs întâlnește Algoa Bay (12 martie 1488), unde are loc o revoltă la bord. Cu toate acestea, continuă să navigheze spre est. Astfel ajunge la vărsarea fluviului Great Fish River unde poate constata faptul că țărmul african are direcția nord, fiind sigur de descoperirea drumului căutat de 70 de ani. Pe drumul de întoarcere, a văzut "Capul Bunei Speranțe" denumit de el "Cabo das Tormentas" (Capul Furtunilor). Regele său, Ioan al II-lea, a redenumit punctul "Cabo da Boa Esperança", sau Capul Bunei Speranțe, deoarece a dus la bogățiile Indiilor de Est. Expediția lui Diaz a fost mai târziu imortalizată în poemul epic portughez al lui Luís de Camões, Os Lusíadas (1572).

### Colonizarea olandeză

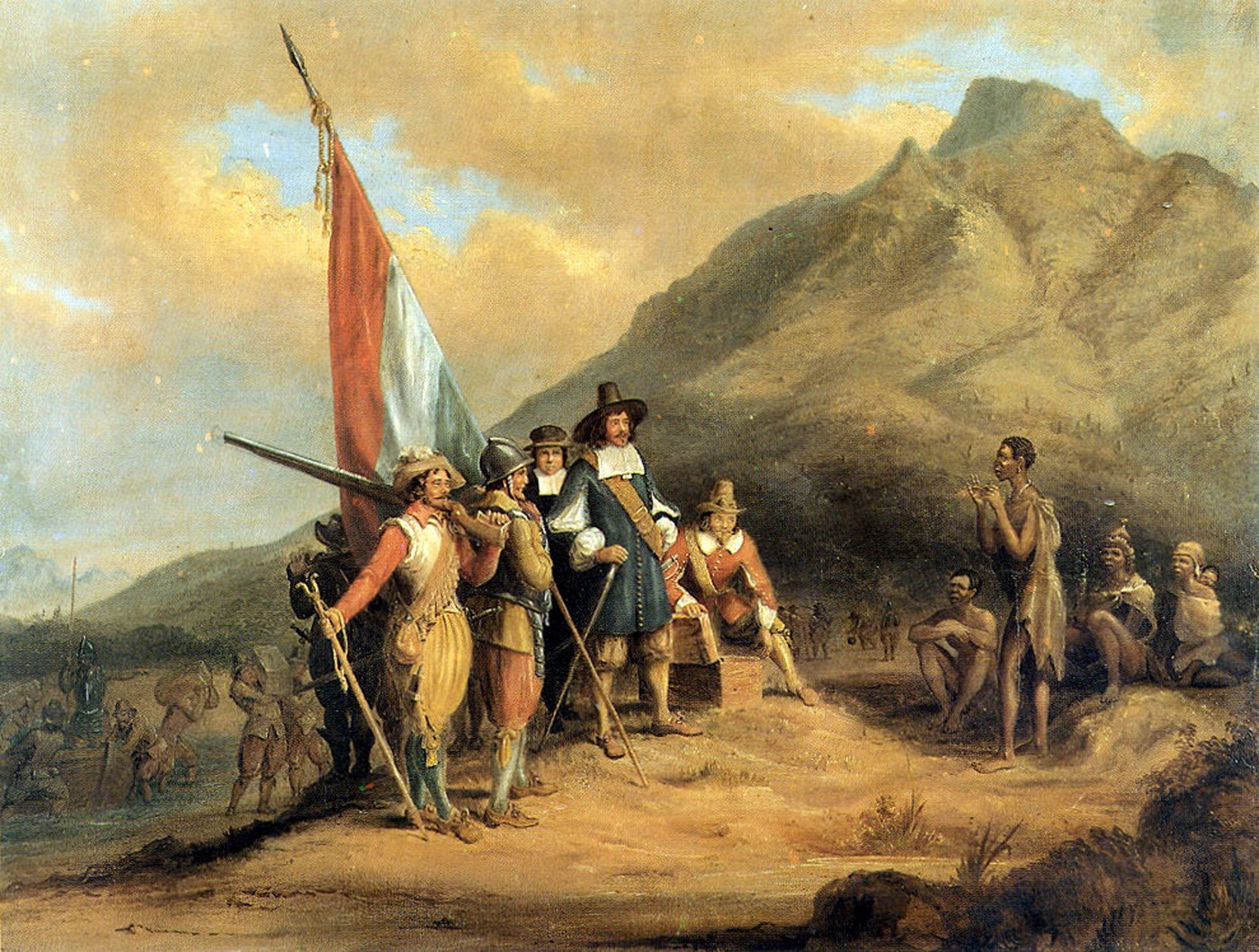
Sosirea lui Jan van Riebeeck, primul colonist european în Africa de Sud

Puterea maritimă a Portugaliei scădea până la începutul secolului al XVII-lea, și comercianții englezi și olandezi începeau să scoată Portugalia din monopolul său lucrativ asupra comerțului de mirodenii. Reprezentanții Companiei Britanice a Indiilor de Est apelau sporadic la zona Capului Bunei Speranțe în căutarea de provizii încă din 1601, dar mai târziu au decis să favorizeze Insula Ascension și Insula Sfânta Elena ca porturi alternative de refugiu. Interesul olandez în această zonă a țării a apărut după 1647, când doi angajați ai Companiei Olandeze a Indiilor de Est (VOC) au fost naufragiați acolo timp de câteva luni. Marinarii au putut supraviețui obținând apă proaspătă și carne de la băștinași. De asemenea, au semănat legume în solul fertil. La întoarcerea în Olanda, aceștia au raportat favorabil potențialul zonei pentru a fi un „depozit și grădină” care sa aprovizioneze corăbiile care trec pe călătorii lungi.
La data de 6 aprilie 1652, la un secol și jumătate de la descoperirea traseului pe mare de către Diaz, Jan van Riebeeck a înființat un port de reaprovizionare la Capul Bunei Speranțe, ceea ce va deveni Cape Town, în numele Companiei Olandeze a Indiilor de Est. Pe parcursul timpului, zona Capul Bunei Speranțe a devenit casă pentru o populație mare de "vrijlieden", cunoscută și sub numele de "vrijburgers" (cetățeni liberi), foști angajați ai companiei care au rămas pe teritoriile olandeze după ce și-au îndeplinit obligațiile contractuale. Comercianții olandezi aduceau, de asemenea, și mii de sclavi din Indonezia, Madagascar și părți din estul Africii. Unele dintre cele mai vechi comunități de rasă mixtă din țară s-au format prin uniuni între vrijburgeri, sclavii lor și diverse popoare indigene. Aceasta a rezultat în dezvoltarea unui grup etnic nou, Cape Coloureds, majoritatea adoptând limba olandeză și credința creștină.
Extinderea către est a coloniștilor olandezi a rezultat în Războaiele Xhosa, o serie de războaie cu tribul xhosa care migra spre sud-vest, deoarece ambele părți concurau pentru pășunea necesară pentru a-și pășuna vitele în apropierea râului Great Fish River. Vrijburgerii care deveneau fermieri independenți la frontieră erau cunoscuți sub numele de boer (bur), unii adoptând stilul de viață seminomad fiind desemnați drept trekboer. Burii au format miliții denumite commandos, și au făcut alianțe cu triburile khoisan pentru a respinge atacurile xhosa. Ambele părți au lansat ofensive sângeroase, dar neconcludente, iar violența sporadică, însoțită adesea de furturi de animale, a devenit o obișnuită timp de câteva decenii.

### Colonizarea britanică

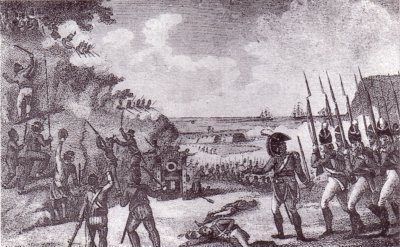
Bătălia de la Blaauwberg a avut loc în ianuarie 1806 și a întemeiat stăpânirea britanică în Colonia Capului.

Regatul Marii Britanii a preluat controlul asupra zonei Capului Bunei Speranțe între 1795 și 1803 pentru a preveni preluarea controlului de către Prima republică franceză, care a invadat Provinciile Unite. În ciuda revenirii a guvernării olandeze sub Republica Batavă pentru un scurt timp în 1803, Capului Bunei Speranțe a fost ocupat din nou de britanici în 1806 după bătălia de la Blaauwberg. După sfârșitul războaielor napoleoniene, acesta a fost cedat în mod oficial către Marea Britanie, devenind astfel o parte integrantă a Imperiului Britanic. Emigrația britanică către Africa de Sud a început în jurul anului 1818, culminând ulterior cu sosirea coloniștilor din 1820. Noii coloniști erau încurajați să se stabilească din mai multe motive, și anume să crească dimensiunea forței de muncă europene și să consolideze regiunile de frontieră împotriva incursiunilor xhosa.

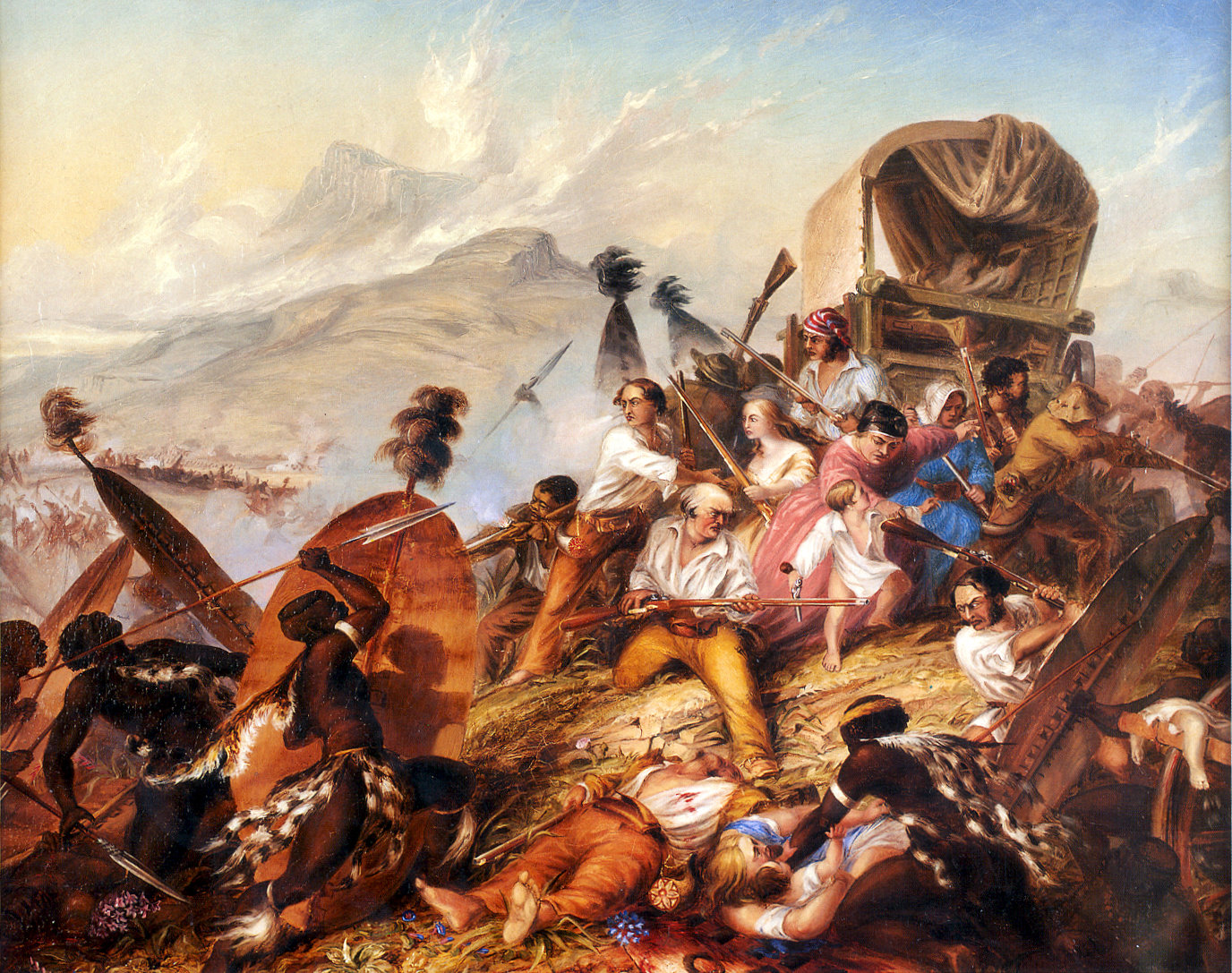
Portretizarea unui atac zulu pe o tabără de buri în februarie 1838

În primele două decenii ale secolului 19, poporul zulu a crescut la putere și și-a extins teritoriul sub conducătorul lor, Shaka. Războiul lui Shaka a rezultat indirect la perioada "Mfecane" („strivire”), în care au fost ucise între 1.000.000 și 2.000.000 de oameni, iar platoul interior a țării a fost devastat și depopulat la începutul anilor 1820. Poporul matabele, o ramură a poporului zulu, au creat un imperiu mai mare sub regele lor Mzilikazi, care includea părți mari a platoului interior (Highveld).
De asemena, la începutul anilor 1800, mulți afrikaneri care locuiau în apropierea frontierei, prin urmare burii, au plecat din Colonia Capului, unde erau supuși controlului britanic. Au migrat în viitoarele regiuni Natal, Orange Free State și Transvaal. Deși termenul bur se refera inițial strict la fermierii afrikaneri la frontieră, acest termen începea să referă mai degrabă la afrikanerii care au plecat din Colonia Capului, deși denumirea etniei a rămas și este în continuare cea de afrikaneri. Burii au fondat republicile burilor: Republica Sud-Africană (acum provinciile Gauteng, Limpopo, Mpumalanga și North West), Republica Natalia (acum provincia KwaZulu-Natal), care a cedat britanicilor în 1843, și Statul Liber Orange (acum provincia Free State).
Descoperirea de diamante în 1867 și aur în 1884 în interiorul țării a început Revoluția minerală, o perioadă în care a fost o industrializare intensă și creștere rapidă a economiei și imigrației. Aceasta a intensificat eforturile britanice de a obține control asupra popoarelor indigene. Lupta pentru controlul acestor importante resurse economice a fost un factor semnificativ în relațiile dintre europeni și populația indigenă și, de asemenea, între buri și britanici. După patru ani de la înființare, Republica Natalia a cedat britanicilor în 1843 și a devenit Colonia Natal.

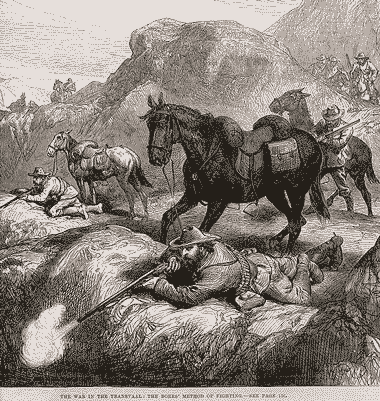
Buri în luptă (1881)

Războiul zulușilor a fost luptat în 1879 între Regatul Unit și Regatul Zulu. După introducerea cu succes al sistemului federal în Canada de către Lordul Carnarvon, s-a crezut că un efort politic similar, alături de campanii militare, ar putea avea succes cu regatele africane, zonele tribale și republicile burilor din Africa de Sud. În 1874, Sir Henry Bartle Frere a fost trimis în Africa de Sud ca Înaltul Comisar Britanic pentru a pune în aplicare astfel de planuri. Printre obstacole au fost prezența statelor independente ale burilor și ale Regatului Zululand și armatei sale. Regatul Zulu i-a învins pe britanici la bătălia de la Isandlwana. Cu toate acestea, războiul a fost în cele din urmă pierdut, ceea ce a dus la încetarea independenței națiunii Zulu.
Republicile burilor au rezistat cu succes înfrângerilor britanice în timpul Primului Război al Burilor (1880-1881) folosind tactici de război de gherilă, care erau bine adaptate condițiilor locale. Britanicii s-au întors cu un număr mai mare, mai multă experiență și o nouă strategie în cel de-al Doilea Război al Burilor (1899–1902), dar au suferit pierderi grele; cu toate acestea, au avut succes în cele din urmă. Peste 27.000 de femei și copii bur au pierit în lagărele de concentrare britanice.

#### Independență

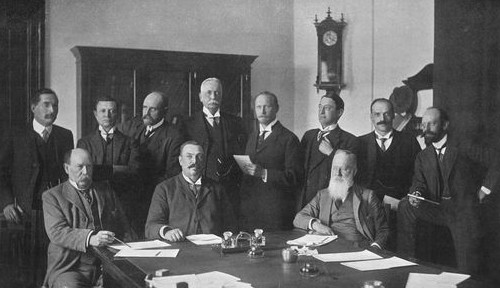
Primul guvern al Uniunii Africii de Sud, condus de fostul prim-ministru Louis Botha.

În țară, politicile anti-britanice în rândul sud-africanilor albi s-au concentrat pe independență. În anii coloniali olandezi și britanici, segregarea rasială a fost în mare parte informală, deși a fost adoptată unele legislații pentru a controla așezarea și mișcarea persoanelor native, inclusiv Legea privind locația nativilor din 1879 și sistemul înființat prin legile privind pașapoartele interne.
La opt ani de la sfârșitul celui de-al doilea război al burilor și după patru ani de negocieri, un act al Parlamentului Britanic (Actul Africii de Sud din 1909) a acordat țării independență nominală, creând în același timp Uniunea Africii de Sud la 31 mai 1910. Uniunea a fost un dominion britanic care includea fostele teritorii ale coloniilor Capului și Natal, precum și republicile Transvaal și Statul Liber Orange.
Legea privind pământul nativilor din 1913 a restricționat semnificativ dreptul de proprietate asupra terenurilor de către africani negri; în acea perioadă, africani negri controlau doar șapte la sută din țară. Ulterior, limitarea suprafețelor de teren rezervate popoarelor indigene a fost crescută marginal.
În 1931, țara a obținut suveranitate deplină din Regatul Unit odată cu trecerea Statutului de la Westminster, care a abolit ultimele puteri ale guvernului britanic asupra țării. În 1934, Partidul Sudafrican și Partidul Național s-au unificat pentru a forma Partidul Unit, scopul fiind împăcarea dintre afrikaneri și albii de origine britanică. În 1939, partidul s-a scindat din cauza intrării Africii de Sud în al doilea război mondial ca un aliat al Regatului Unit, o decizie pe care adepții Partidului Național s-au opus cu tărie.

#### Începutul apartheidului
În 1948, Partidul Național a fost ales la putere. Acesta a consolidat segregarea rasială începută sub guvernarea colonială olandeză și britanică. Luând ca model Legea canadiană privind indienii canadieni, guvernul naționalist a clasificat toate popoarele în trei clase de stratificare rasială și a dezvoltat drepturi și limitări pentru fiecare. Minoritatea albă (sub 20% din populație) a controlat marea majoritate neagră. Segregarea rasială instituționalizată legal a devenit cunoscută sub numele de apartheid. În timp ce albii s-au bucurat de mai ridicat nivel de trai din toată Africa, comparabil cu țările occidentale, majoritatea neagră a rămas dezavantajată în aproape orice măsură, inclusiv cu privire la venit, educație, locuință și speranța de viață. Charta Libertății, adoptată în 1955 de Alianța Congresului, cerea o societate non-rasială și încetarea discriminării.
În 1949, guvernul Uniunii Sud-Africane a anexat Africa de Sud-Vest (azi Namibia), pe care o administrase până atunci sub un mandat instituit de Liga Națiunilor și, mai târziu, de O.N.U.

### Republică
În data de 31 mai 1961, țara a devenit republică în urma unui referendum (limitat numai la alegătorii albi), care a trecut la o diferență mică; provincia Natal dominată de britanici a votat în mare măsură împotriva propunerii. Regina Elisabeta a II-a a pierdut titlul de regină a Africii de Sud, iar ultimul guvernator general, Charles Robberts Swart, a devenit primul președinte de stat. Ca o concesiune pentru sistemul Westminster, numirea președintelui a rămas o numire de către parlament și practic o poziție simbolică până la trecerea Constituției din 1983, care a eliminat funcția de prim-ministru și a instituit o „președinție puternică” responsabilă în fața parlamentului. Presată de alte țări ale Comunității Națiunilor, Africa de Sud s-a retras din organizație în 1961 și a aderat la aceasta din nou doar în 1994.
În ciuda opoziției atât din interiorul țării, cât și din afara acesteia, guvernul a legiferat pentru continuarea apartheidului. Forțele de securitate au întărit acțiunile împotriva disidenței interne și violența a devenit larg răspândită. În consecință, organizațiile anti-apartheid precum Congresul Național African (ANC), Organizația Populară Azaniană (AZAPO) și Congresul Pan-Africanist (PAC) începeau să atacă cu tactici de gherilă și sabotaj urban. De asemenea, cele trei mișcări rivale de rezistență aveau confruntări inter-facționale ocazionale, în timp ce jucau pentru influența domestică. Apartheidul deveniseră din ce în ce mai controversat și mai multe țări începeau să boicoteze afacerile cu guvernul sud-african din cauza politicilor sale rasiale. Aceste măsuri au fost ulterior extinse la sancțiuni internaționale și la cesionarea participațiilor în companii sud-africane de către investitori străini. Ca urmare a politicii de apartheid și a ignorării rezoluțiilor O.N.U., Adunarea Generală a hotărât în noiembrie 1974 să suspende participarea delegației autorităților sud-africane la lucrările sale. Izolarea Republicii Africa de Sud s-a accentuat după destrămarea sistemului colonial portughez în 1975 și a proclamării independenței Republicii Zimbabwe în 1980. Guvernul de la Pretoria a lansat atacuri împotriva republicilor Zimbabwe, Botswana și Zambia (1986), pe care le-a acuzat că sprijină mișcarea SWAPO din Namibia și Congresul Național African. Amploarea mișcărilor de protest ale populației de culoare a determinat introducerea stării de urgență pe întreg teritoriul din data de 12 iunie 1986.
La sfârșitul anilor '70, Africa de Sud a inițiat un program de dezvoltare a armelor nucleare. În următorul deceniu, a produs șase arme nucleare. Înainte de trecerea la un guvern condus de Congresul Național African (ANC), ales de majoritate poporului în anii '90, guvernul sud-african a desființat toate armele nucleare, devenind primul stat din lume care a renunțat voluntar la toate armele nucleare pe care le-a dezvoltat.

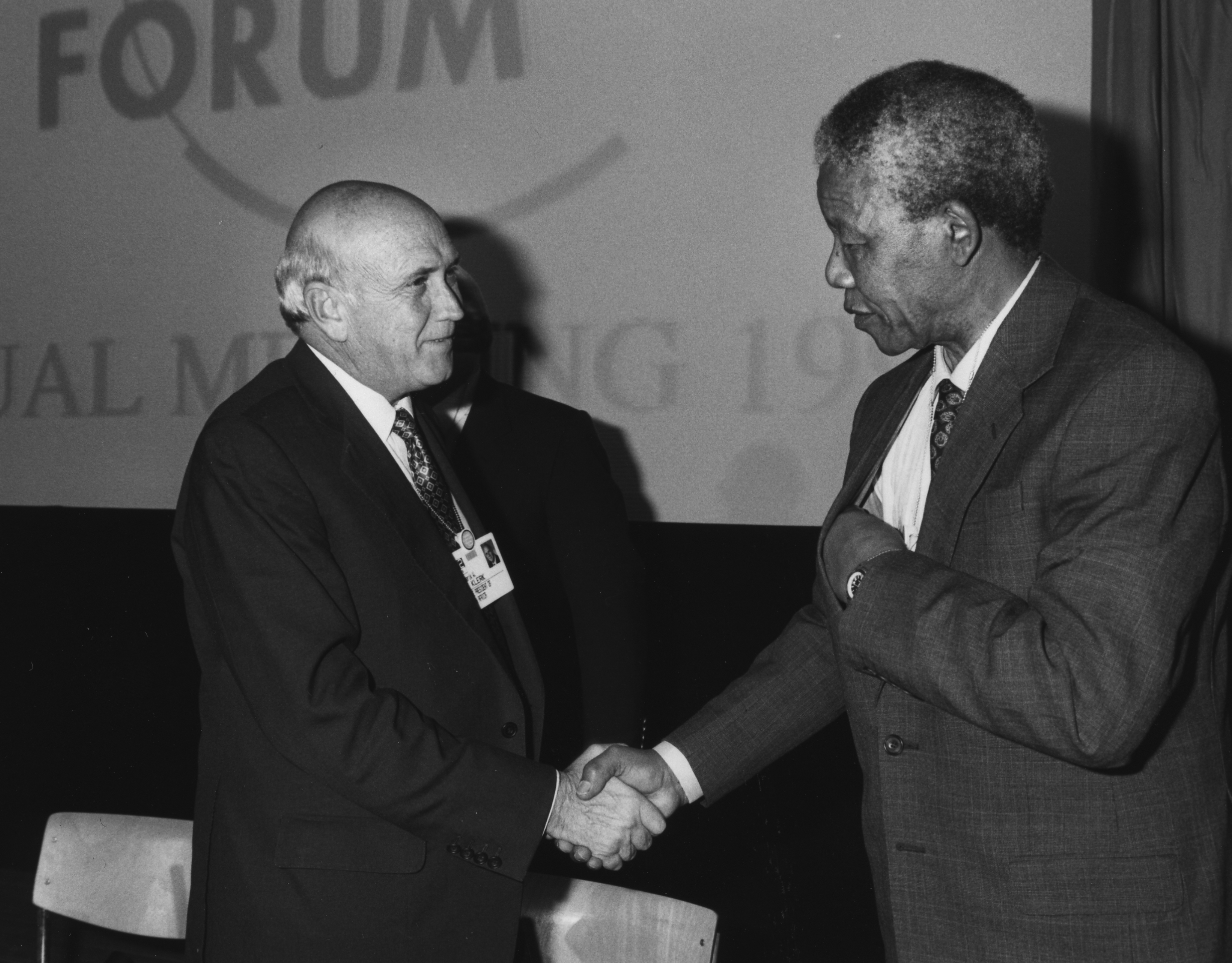
F. W. de Klerk și Nelson Mandela strâng mâinile în ianuarie 1992

#### Sfârșitul apartheidului
Declarația de credință "Mahlabatini", semnată de Mangosuthu Buthelezi și Harry Schwarz în 1974, a consacrat principiile tranziției pașnice a puterii și egalității pentru toți, primul dintre astfel de acorduri de către liderii politici alb-negru din Africa de Sud. În cele din urmă, F. W. de Klerk a deschis discuții bilaterale cu Nelson Mandela în 1993 pentru o tranziție a politicilor și a guvernului. 
În 1990, guvernul Partidului Național a făcut primul pas către demontarea sistemului de discriminare atunci când a ridicat interdicția Congresului Național African și a altor organizații politice. Nelson Mandela a fost eliberat din închisoare pe 11 februarie 1990 după 27 de ani executând o pedeapsă pentru sabotaj. A urmat un proces de negociere. În 1991, au fost adoptate mai multe legislații care demontau elemente esențiale ale sistemului apartheid, si prin care apartheid-ul a fost pratic abandonat. Cu aprobarea electoratului alb într-un referendum din 1992, guvernul a continuat negocierile pentru a pune capăt apartheidului și pentru a trece la un guvern ales de majoritatea poporului. De asemenea, Africa de Sud și-a distrus arsenalul nuclear și a aderat la Tratatul de neproliferare nucleară. În 1993, Nelson Mandela și F. W. de Klerk au primit Premiul Nobel pentru Pace pentru contribuțiile lor pentru a pune capăt apartheidului. Africa de Sud a organizat primele alegeri prin vot universal în 1994, pe care Congresului Național African (ANC) le-a câștigat cu o majoritate covârșitoare. Țara a aderat din nou la Comunitatea Națiunilor și a devenit membru al Comunității de Dezvoltare Sudafricane (SADC).

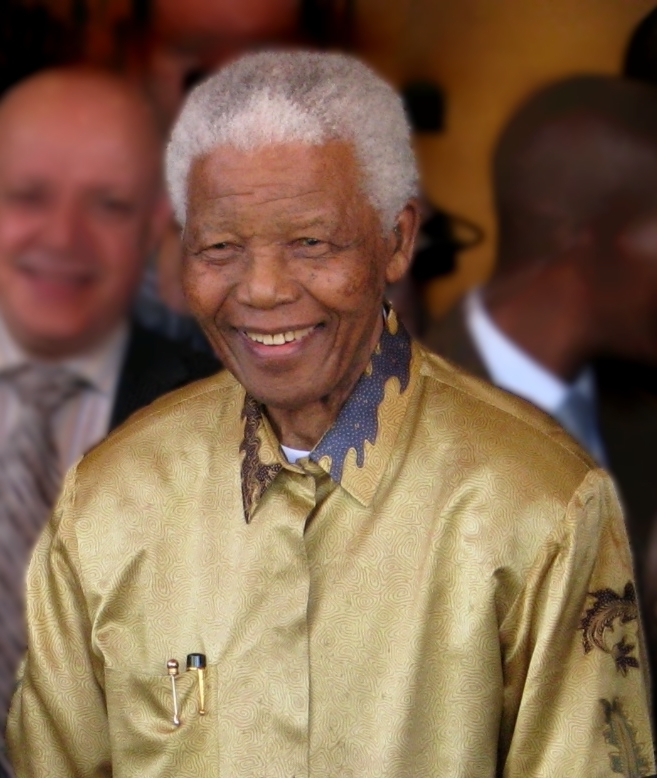
Nelson Mandela, primul președinte de culoare al Africii de Sud

### Perioada post-apartheid
Succesorul lui Mandela a fost Thabo Mbeki în 1999. În ciuda ideologiei inițiale de stânga a partidului, guvernele ANC au urmărit întotdeauna o politică economică liberală, care a contribuit semnificativ la o creștere economică puternică, dar și la noi disparități în structura socială a țării. Drept urmare, chiar dacă s-a dezvoltat o clasă de mijloc bogată a negrilor, situația majorității sud-africanilor care nu sunt albi nu s-a putut îmbunătăți sau a fost numai ușor îmbunătățită în comparație cu perioada de apartheid.

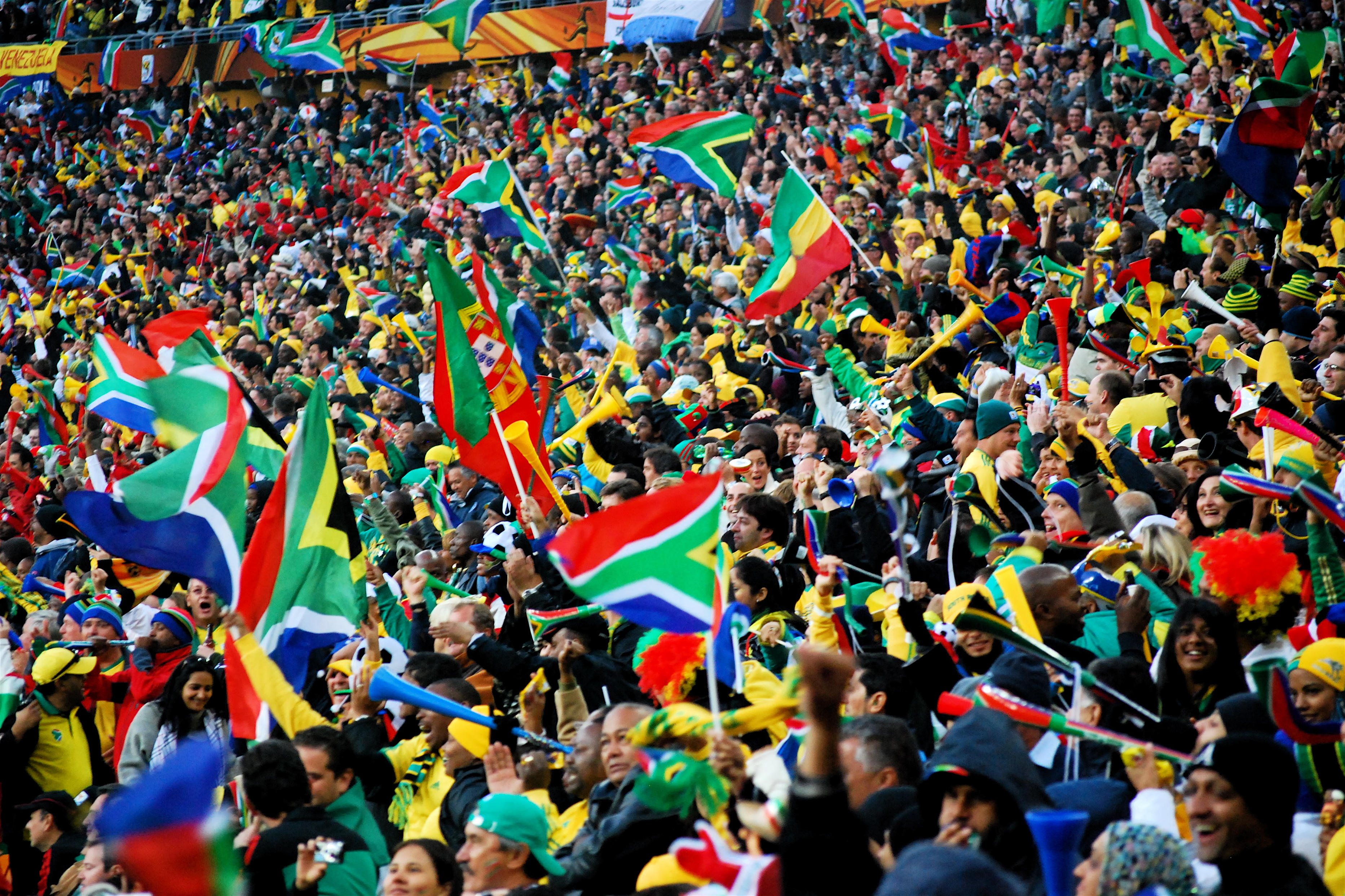
La primul joc al Campionatului Mondial de Fotbal din 2010 (Africa de Sud v Mexic).

Pe 15 mai 2004, Africa de Sud a fost aleasă de către delegații FIFA drept prima țară africană care a găzduit un Campionat Mondial de Fotbal. Turneul a avut loc între 11 iunie și 11 iulie 2010, și găzduirea turneului este considerată de a fi una de succes.
Pe parcursul mandatului lui Thabo Mbeki, Africa de Sud a beneficiat de o creștere puternică a economiei și puterii politice regionale. De asemenea, au fost puține conflicte interne, în afara de criza pandemică HIV/SIDA agravat de o politică slabă de sănătate publică. În perioada post-apartheid, anul 2010 reprezintă apogeul dezvoltării țării sub guvernarea ANC, în care țara a devenit cunoscut de către comunitatea internațională ca fiind drept o țară modernă și cu o putere globală semnificativă. Aceasta sunt dovedite prin includerea țării în organizațiile G20 și BRICS, precum și investițiile străine semnificative, creșterea puternică a companiilor sud-africane peste hotare și poziția puternică a sistemului financiar și a bursei de valori din Johannesburg.
În 2009, partidul ANC a fost reales la putere, cu Jacob Zuma devenind președintele nou a țării. Sub mandatul lui Jacob Zuma, o degradare ușoară a progreselor obținute în anii precedenți a început. Conflictele interne au crescut în privința diviziilor rasiale, precum și cele socio-economice. Din această cauză, partidele de opoziție au beneficiat de o creștere semnificativă a popularității electorale, mai ales partidul Alianța Democrată (Democratic Alliance) care deja guverna provincia Western Cape și mai multe localități, precum capitala legislativă Cape Town. Mandatul lui Jacob Zuma a fost marcat și de creșterea și întărirea corupției la nivel înalt, precum și o guvernare proastă cu funcționari puși politic și incompetenți. Această perioada este cunoscută în Africa de Sud sub numele perioada State Capture (captura statului). În 2018, s-a format o comisie independentă de anchetă (Comisia privind captura statului, zis și Comisia Zondo) pentru a investiga acțiunile de corupție sub mandatul lui Jacob Zuma. În 2020, această comisie lucrează în continuare, și pe baza acestui efort, au fost trimiși în judecată mai mulți demnitari și funcționari la nivel înalt, inclusiv Jacob Zuma, precum și directori la diverse companii de stat. Sub Jacob Zuma, creșterea economiei a scăzut puternic, și majoritatea populației din clasa joasă începeau să-și exprimă tot mai mult neîncrederea în promisiunile guvernului. Prin urmare, protestele au crescut semnificativ împotriva guvernării ANC, și cerințele pentru schimbarea socio-economică au devenit mai radicale. Acesta include și cerința de exproprierea fără compensare a terenurilor agricole deținute de albi, care va redresa situației create de limitarea terenurilor deținute de negri înainte de 1994 care nu s-a schimbat semnificativ după căderea apartheidului. Dar această cerință va necesita o schimbare a Constituției din 1996, precum și o validare a Curții Constituționale. 

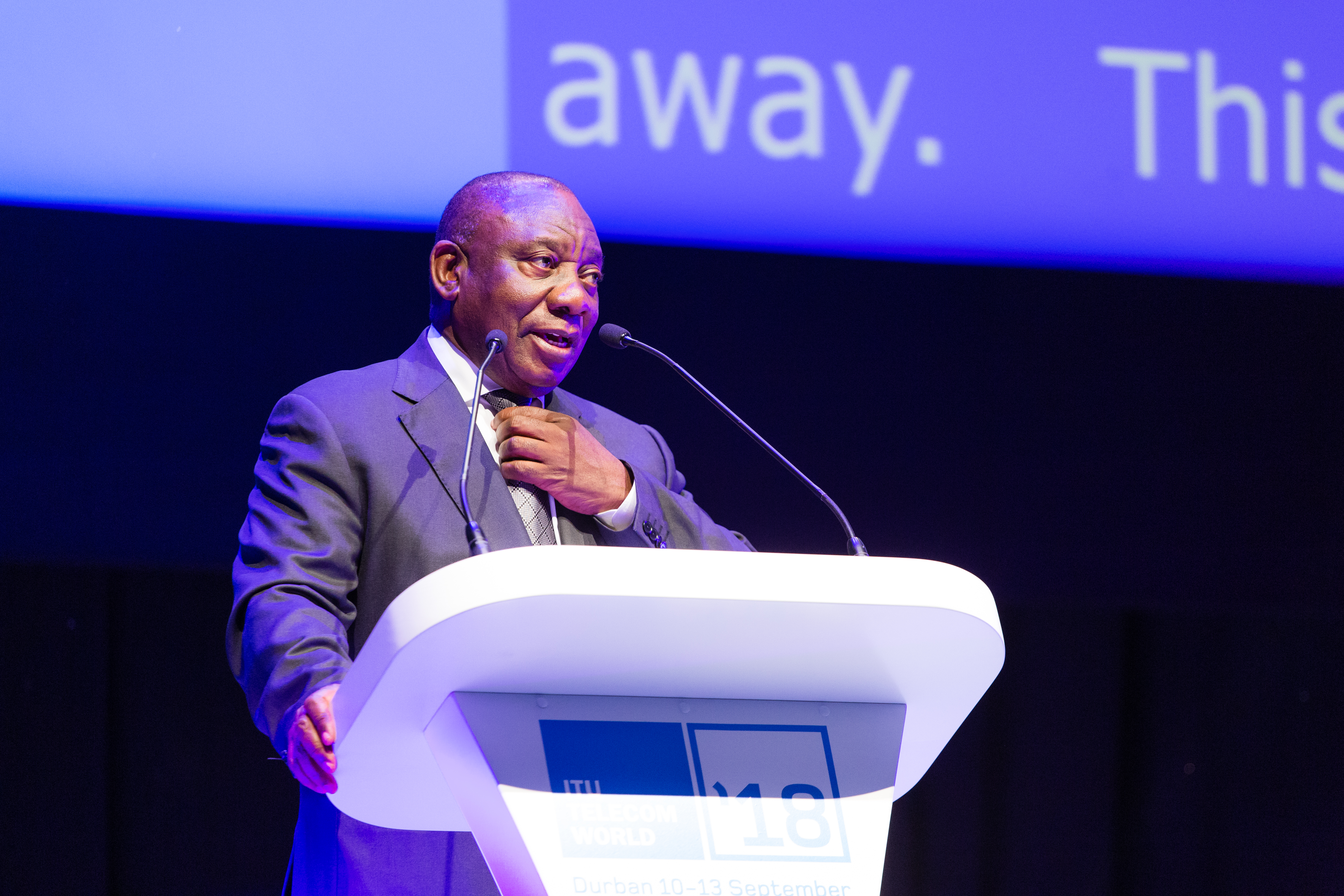
Cyril Ramaphosa, președintele Africii de Sud (2018-prezent)

Ca urmare a acestei perioade sub Jacob Zuma, popularitatea partidului ANC a scăzut, și la alegerile din 2019 a obținut cel mai mic câștig din istoria sa electorală. În 2018, după o moțiune de cenzură împotriva guvernului Zuma, Cyril Ramaphosa a fost ales de către parlamentul sud-african ca președintele interimar, și după alegerile din 2019, ca președintele țării. Guvernul lui Cyril Ramaphosa a moștenit probleme semnificative create de guvernul Zuma, și prin urmare mandatul lui va fi marcat de capacitatea lui de a rezolva aceste probleme.

## Geografie
Africa de Sud este situată în cea mai sudică regiune a Africii, cu o lungă coastă care se întinde pe mai mult de 2.500 km și de-a lungul a două oceane (Atlanticul de Sud și Indianul). Cu o suprafață teritorială de 1.219.912 km2, Africa de Sud este a 24-a cea mai mare țară din lume. Are aproximativ aceeași suprafață ca Columbia, de două ori mai mare decât Franța, de trei ori mai mare decât Japonia, de patru ori mai mare decât Italia și de cinci ori mai mare decât Regatul Unit.

### Relieful
Relieful Africii De Sud se împarte în două zone. Prima este formată din podișuri predominante în roci bazaltice, cu altitudini medii de 1.000-2.100 m. Cel mai extins dintre acestea este Podișul Veld (alcătuit din Highveld în est, cu altitudini medii de 1.500–2.000 m și Marele Karoo în vest, cu altitudini medii de 500-700m). Părțile de sud și sud-vest ale podișului (la aproximativ 1100-1800 m deasupra nivelului mării), iar câmpia alăturată (la aproximativ 700 - 800 m deasupra nivelului mării - vezi harta din dreapta) este cunoscută sub numele de Marele Karoo, care este format din tufărișuri. Spre nord, Marele Karoo se devine zonă mai uscută și aridă cunoscută sub numele de Bushmanland, care în cele din urmă devine Deșertul Kalahari chiar în nord-vestul țării. 

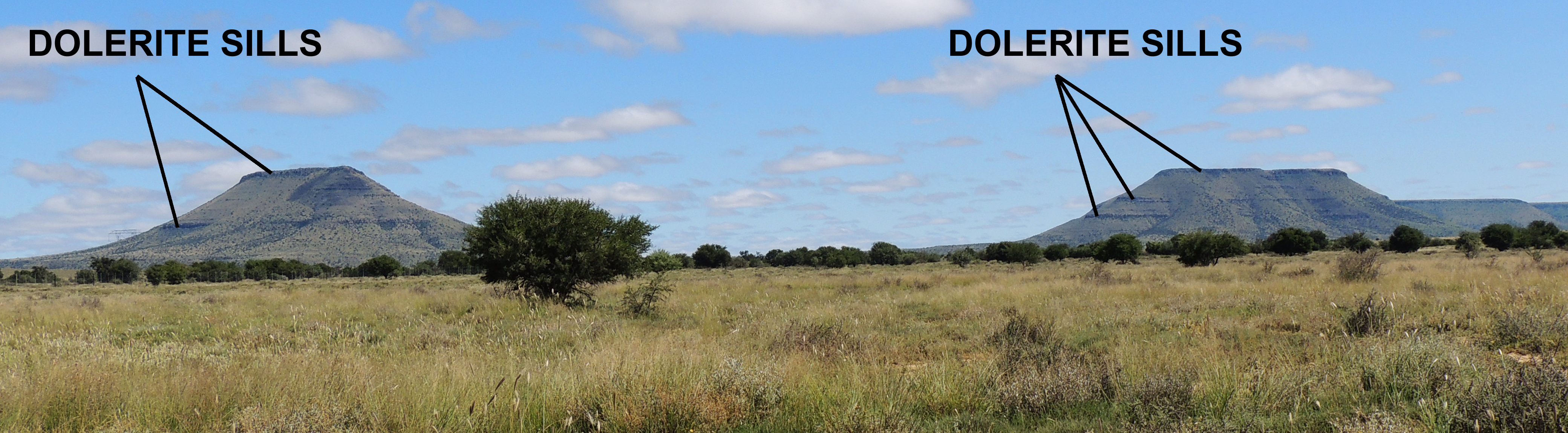
Dealurile cu vârf plat (numite Karoo Koppies) sunt foarte caracteristice peisajului sudic și sud-vestic a regiunii Karoo. Aceste dealuri sunt acoperite de silluri dolerite rezistente la eroziune. Aceasta este o lavă solidificată care a fost forțată sub presiune mare între straturile orizontale ale rocilor sedimentare care formează cea mai mare parte din geologia regiunii Karoo în urmă cu aproximativ 180 de milioane de ani. De atunci, Africa de Sud a trecut printr-o perioadă îndelungată de eroziune îndepărtând rocile din Karoo relativ slabe, cu excepția cazurilor în care sunt protejate de o capacă de dolerită. Această fotografie a fost făcută lângă orașul Cradock, în provincia Eastern Cape.

Partea de est și partea cea mai înaltă a podișului este cunoscută sub numele de Highveld. Această zonă relativ bine irigată găzduiește o mare parte din terenurile agricole comerciale ale țării și conține cea mai mare conurbație (Gauteng). La nord de Highveld, de la aproximativ 25° 30' S de latitudine, podișul se înclină în jos devenind pădurea subtropicală Bushveld, ceea ce în cele din urmă dă loc spre câmpia Lowveld (sau câmpia Limpopo). Parcul Național Kruger, situat în provinciile Limpopo și Mpumalanga din nord-estul Africii de Sud, ocupă o mare parte din Lowveld, având o suprafață de 19.633 km2. La sud de Lowveld, precipitațiile anuale cresc odată cu intrarea în provincia KwaZulu-Natal, care, mai ales în apropierea coastei, are o climă subtropicală caldă și umedă.
A doua regiune a reliefului este formată dintr-o unitate montană alcătuită din sistemul muntos Marele Povârniș (Great Escarpment), care mărginește podișurile spre litoral. El se termină cu Munții Scorpiei (Drakensberg) în est; cele mai însemnate sunt vf. Njesuthi cu 3408 m, și vf. Mafadi - cel mai înalt vârf montan - cu 3.450 m. În partea de nord a Munților Scorpiei se află canionul râului Blyde, extrem de spectaculos, al treilea ca mărime pe glob. La nord de fluviul Orange este un sector al deșertului Kalahari - cu câmpiile lui de dune și cu vegetația săracă - cu altitudini medii de 900–1.100 m. În vestul țării se află o parte din sudul deșertului Namib. După el se întinde de-a lungul coastei (60 km) o câmpie litorală. Malurile - de la granița cu Mozambic din est, până la fluviul Orange din vest - sunt în majoritate înalte, stâncoase și abrupte, presărate din când în când cu golfuri (Sf. Elena) și cu peninsule (Capul Bunei Speranțe, Capul Acelor).

### Clima

Clasificarea climatică Köppen a Africii de Sud.

Africa de Sud are un climat în general temperat, datorat în parte oceanelor Atlantic și Indian, prin amplasarea sa în emisfera sudică mai blândă din punct de vedere climatic și din cauza cotei medii care crește constant spre nord (spre ecuator) și mai departe spre interior. Datorită acestei topografii și influențe oceanice variate, există o mare varietate de zone climatice. Zonele climatice variază de la deșertul arid al sudului Namibului, pe o fâșie îngustă de-a lungul Oceanului Atlantic în colțul nord-vestic al țării, până la clima subtropicală luxuriantă din estul țării, de-a lungul graniței cu Mozambicul și Oceanul Indian. Iernile în Africa de Sud au loc între iunie și august.
Sud-vestul extrem al țării, inclusiv Cape Town, are o climă remarcabil de asemănătoare cu cea a Mării Mediterane, cu ierni umede și veri calde și secetoase. Regiunea respectivă găzduiește celebrul biom fynbos compus din tufărișuri și desișuri. De asemenea, regiunea produce o mare parte din vinul sud-african, și este cunoscută în special pentru vântul său, care suflă intermitent aproape tot anul. Puterea acestui vânt a făcut trecerea în jurul Capului Bunei Speranțe deosebit de periculos pentru marinari, provocând multe naufragii. Mai la est, pe coasta de sud, precipitațiile sunt distribuite mai uniform pe tot parcursul anului, producând un peisaj foarte verde. Această zonă este cunoscută sub numele popular de Garden Route (tradus, în română, traseul grădinii).
Provincia Free State este deosebit de plat, deoarece se află în mijlocul platoului înalt. La nord de râul Vaal, podișul Highveld devine mai umed și nu prezintă extremități subtropicale de căldură. Orașul Johannesburg, în centrul Highveldului, se află la 1.740 m deasupra nivelului mării și primește o precipitație anuală de 760 mm. Iernile din această regiune sunt reci, deși zăpada este rară. Umiditatea crește spre est si nord-est, datorită caracterului musonic pe care îl îmbrăcă alizeul de sud-est, ce bate în timpul verii australe dinspre Oceanul Indian.
Munții Scorpiei (Drakensberg), care formează povârnișul sud-estul al podișului Highveld, oferă oportunități limitate de schi în timpul iernii. Locul cel mai rece din Africa de Sud este Sutherland în vestul Munților Roggeveld, unde temperaturile în mijlocul iernii pot atinge până la -15 °C. Insulele Prince Edward au temperaturi medii anuale mai reci, dar Sutherland are temperaturi extreme mai reci. Interiorul adânc al țării are cele mai calde temperaturi: o temperatură de 51,7 °C a fost înregistrată în 1948 în provincia Northern Cape în deșertul Kalahari, lângă Upington, însă această nu este temperatura oficială fiindcă nu a fost înregistrată cu echipamente standard. Cea mai ridicată temperatură oficială de 48,8 °C a fost înregistrată în ianuarie 1993 în satul Vioolsdrif în provincia Northern Cape, lângă râul Orange.
Africa de Sud a fost afectată de ninsori în septembrie 2018. Stratul de zăpadă a atins 25 de cm și în unele zone temperaturile au scăzut sub 0 grade.

### Hidrografie
Rețeaua hidrografică este slab dezvoltată și are o scurgere periodică, cu excepția râurilor care drenează regiunile estice și Cap. Principalele cursuri de apă sunt Limpopo, care se varsă în Oceanul Indian, și fluviul Orange (1860 Km), cu afluentul Vaal (1128 Km), care debușează în Oceanul Atlantic. Acestea au repezișuri și cascade, ca urmare, un potențial energetic ridicat.

### Vegetație
Vegetația tipică este reprezentată prin plante xerofile, de deșert si semideșert. Savanele se prelungesc din podișurile estice, unde au ierburi înalte (veld) spre interiorul țării, unde se transformă în stepe cu ierburi rare și tufișuri. În vest apar fâșii de vegetație dispuse aproape paralel cu țărmul: deșert (Namib), stepe și asociații de plante suculente (aloe). Regiunea Cap are o vegetație mediteraneană bogată, cu numeroși arbuști veșnic verzi (fynbos).

### Patrimoniul mondial UNESCO
Pe lista patrimoniului mondial UNESCO sunt incluse următoarele obiective din Africa de Sud:
- Parcul natural din zona umedă Sainte-Lucie (1999)
- Insula Robben (1999)
- Siturile fosilifere cu hominizi de la Sterkfontein, Swartkrank, Kromdraai și din împrejurimile acestora (1999, 2005)
- Parcul natural Drakensberg (Qathlamba) (2000)
- Peisajul cultural din Mapungubwe (2003)
- Arealul protejat din regiunea Cap Floral (2004)
- Domul Vredefort (2005)
- Peisajul cultural și botanic de la Richtersveld (2007)
- Peisajul cultural ǂKhomani (2017)

## Politică

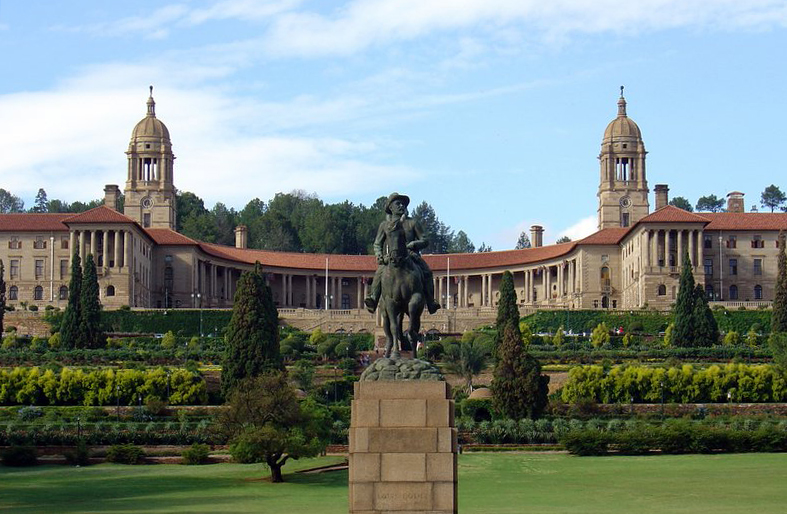
Union Buildings în Pretoria, sediul guvernului Africii de Sud

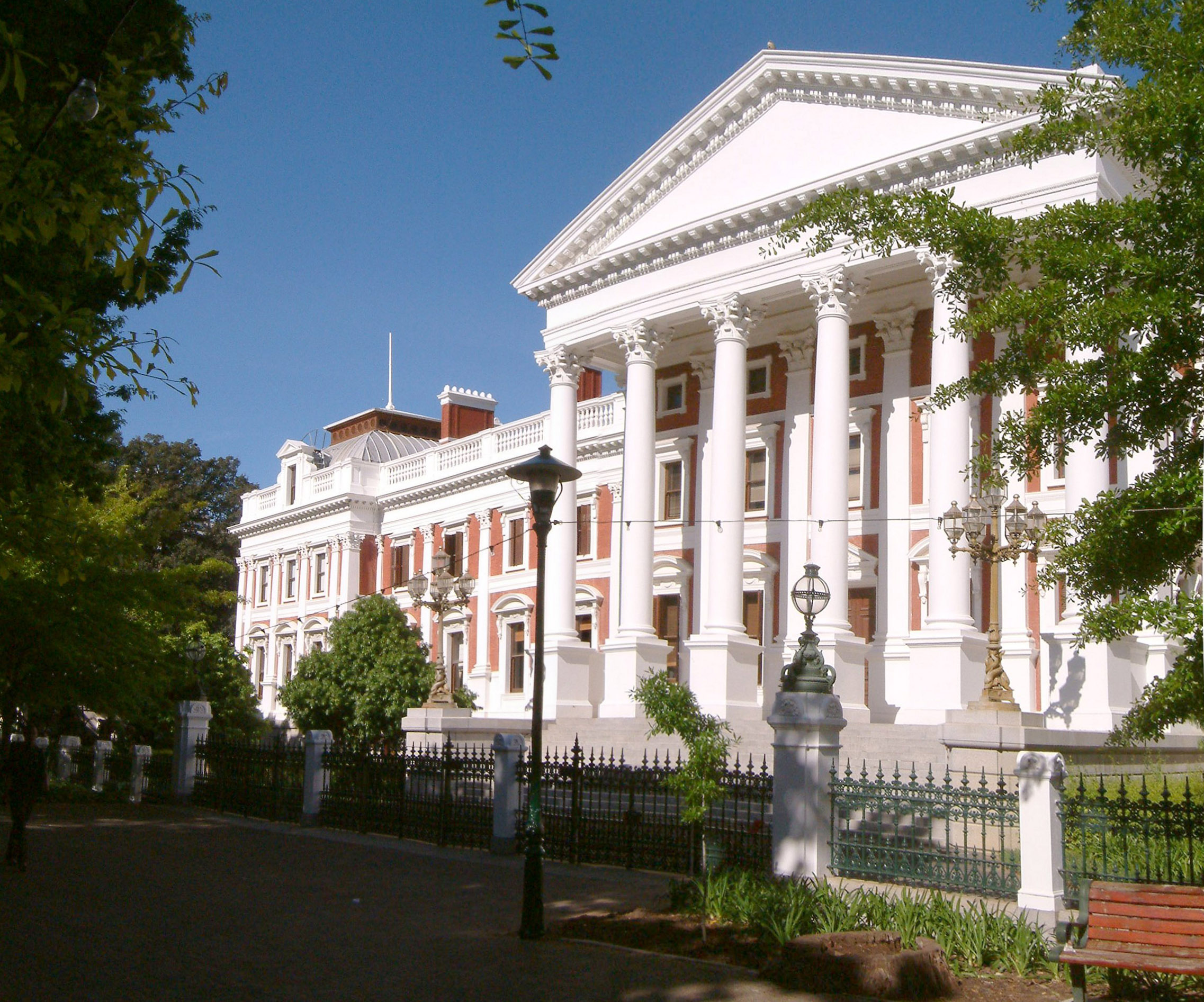
Houses of Parliament în Cape Town, sediul parlamentului Africii de Sud

Africa de Sud este o republică parlamentară. Spre deosebire de majoritatea acestor republici, președintele țării îndeplinește simultan rolurile de șef al statului și șef al guvernului, fiind dependent de încrederea acordată de parlament pentru exercitarea mandatului său. Atât executivul, cât și legislativul și sistemul judiciar sunt supuse principiului supremației constituționale, iar instanțele superioare au autoritatea de a anula actele executive și legislative care sunt declarate neconstituționale.
Adunarea Națională, camera inferioară a Parlamentului, este formată din 400 de membri aleși prin sistemul de reprezentare proporțională, cu mandate de cinci ani. Consiliul Național al Provinciilor, camera superioară, este compus din 90 de membri, aleși pentru mandate de cinci ani de cele nouă legislaturi provinciale, fiecare dintre acestea alegând câte zece reprezentanți.
După fiecare tur de alegeri parlamentare, Adunarea Națională alege unul dintre membrii săi în funcția de președinte al țării. Președintele are un mandat de cinci ani, care coincide cu durata mandatului Adunării Naționale. Niciun președinte nu poate exercita mai mult de două mandate consecutive. În cadrul constituirii guvernului, președintele numește vicepreședintele și miniștrii, care conduc ministerele și agențiile guvernamentale. Președintele și cabinetul său pot fi demiși de Adunarea Națională printr-o moțiune de cenzură.
La cele mai recente alegeri, desfășurate pe 29 mai 2024, Congresul Național African (ANC) a obținut 40,18% din voturi și 159 de locuri în Adunarea Națională. Deși ANC rămâne cel mai mare partid, sprijinul său a scăzut semnificativ, pierzând astfel majoritatea parlamentară pe care o deținuse din 1994. Alianța Democratică (DA), un partid de centru, a ocupat în continuare locul al doilea, cu 21,81% din voturi și 87 de locuri. Partidul uMkhonto we Sizwe (MK), un partid populist de stânga, înființat cu șase luni înainte de alegeri și condus de fostul președinte Jacob Zuma, s-a clasat pe locul al treilea. Pe 14 iunie 2024, ANC, DA, Partidul Inkatha pentru Libertate (IFP) și Alianța Patriotică (PA) au convenit să formeze un guvern de uniune națională, iar Cyril Ramaphosa a fost reales în funcția de președinte al Africii de Sud. ANC continuă să fie partidul de guvernământ al Africii de Sud, de la sfârșitul apartheidului.
Africa de Sud nu are o capitală unică oficială. Cele trei ramuri ale guvernului sunt împărțite între trei orașe distincte: Cape Town, unde se află sediul Parlamentului, este denumită capitala legislativă; Pretoria, care găzduiește Președinția și Cabinetul, servește drept capitală administrativă; iar Bloemfontein, unde este situată Curtea Supremă de Apel, este capitala judiciară. Deși Johannesburg nu este una dintre capitalele oficiale ale țării, este recunoscută ca fiind capitala economică și găzduiește Curtea Constituțională a Africii de Sud. Majoritatea ambasadelor străine sunt localizate în Pretoria.

### Aplicarea legii și dreptul penal

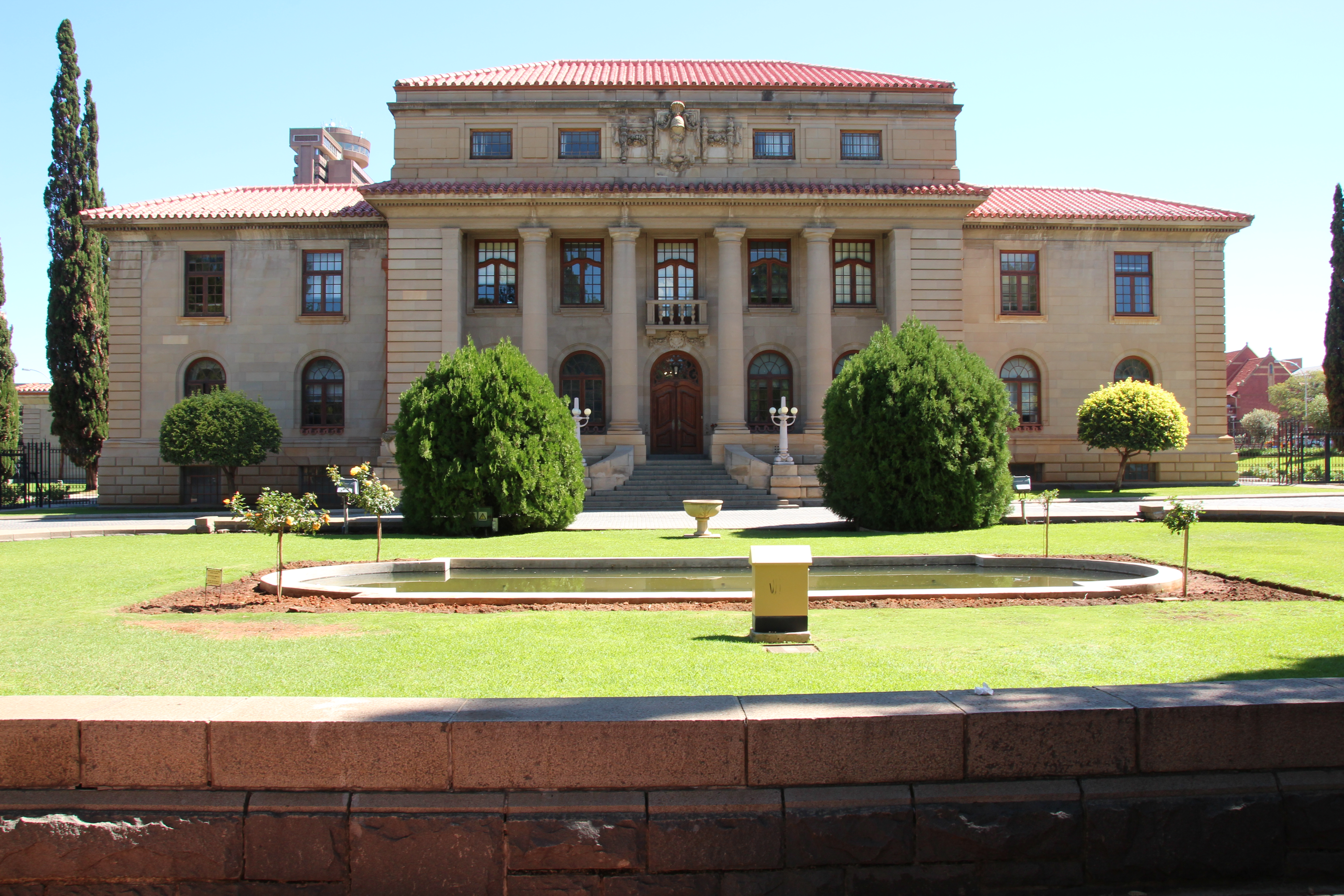
Curtea Supremă de Apel în Bloemfontein

Constituția Africii de Sud este legea supremă a țării. Statul de drept este ferm respectat, având un sistem judiciar independent și competent, în ciuda tentativelor de subminare a sistemului penal în perioada mandatului președintelui Zuma. Sursele fundamentale ale [Dreptul sud-african|dreptului sud-african]] sunt dreptul romano-olandez și dreptul comun englez. Dreptul romano-olandez, introdus de Compania Neerlandeză a Indiilor de Est, a fost primul sistem juridic european aplicat în Africa de Sud, înainte de codificarea dreptului european în Codul Civil Napoleonian, și prezintă asemănări notabile cu dreptul scoțian. În secolul al XIX-lea, s-a adăugat și dreptul englez, incluzând atât dreptul comun, cât și legislația britanică. După unificarea coloniilor sud-africane în 1910, Africa de Sud a înființat un parlament propriu care a adoptat o legislație specifică pentru țară, bazată pe acte normative anterioare aplicabile coloniilor individuale.
Sistemul judiciar din Africa de Sud este structurat pe mai multe niveluri. Instanțele inferioare, denumite „Magistrates' Courts”, sunt responsabile pentru soluționarea cazurilor penale și civile de mică amploare. Înalta Curte (High Court), care are tribunale în fiecare provincie, are competența de a judeca atât cazuri penale și civile complexe în primă instanță, cât și de a funcționa ca instanță de apel. Curtea Supremă de Apel (Supreme Court of Appeal) se ocupă cu revizuirea legalității și temeiniciei deciziilor pronunțate de instanțele inferioare. Curtea Constituțională (Constitutional Court), ca instanță de ultim apel, are competența de a soluționa atât cauze de drept constituțional, cât și apeluri în materie de drept comun. Deși se concentrează în principal pe chestiuni constituționale, Curtea Constituțională poate judeca și alte tipuri de apeluri, asigurând astfel aplicarea corectă a legii în întregul sistem judiciar.
În decembrie 2005, Curtea Constituțională a decis în cazul Ministrului afacerilor interne v. Fourie ca definiția a căsătoriei din dreptul comun să includă și soții de același sex, întrucât Constituția Africii de Sud garantează o protecție egală în fața legii tuturor cetățenilor, indiferent de sex orientare - și a dat Parlamentului un an pentru a remedia inegalitatea din statutul căsătoriei. În noiembrie 2006, Parlamentul Africii de Sud a adoptat o lege care permite cuplurilor de același sex să-și solemnizeze legal uniunea. Africa de Sud a fost a cincea țară din lume și prima țară din Africa care a legalizat căsătoria între persoane de același sex.
Din aprilie 2017 până în martie 2018, în medie, 57 de crime au fost comise în fiecare zi în Africa de Sud. În anul încheiat în martie 2017, au fost înregistrate 20.336 de omoruri, iar rata crimelor a fost de 35,9 la 100.000 de persoane - de cinci ori mai mare decât media globală de 6,2 la 100.000 de persoane.

### Relațiile externe

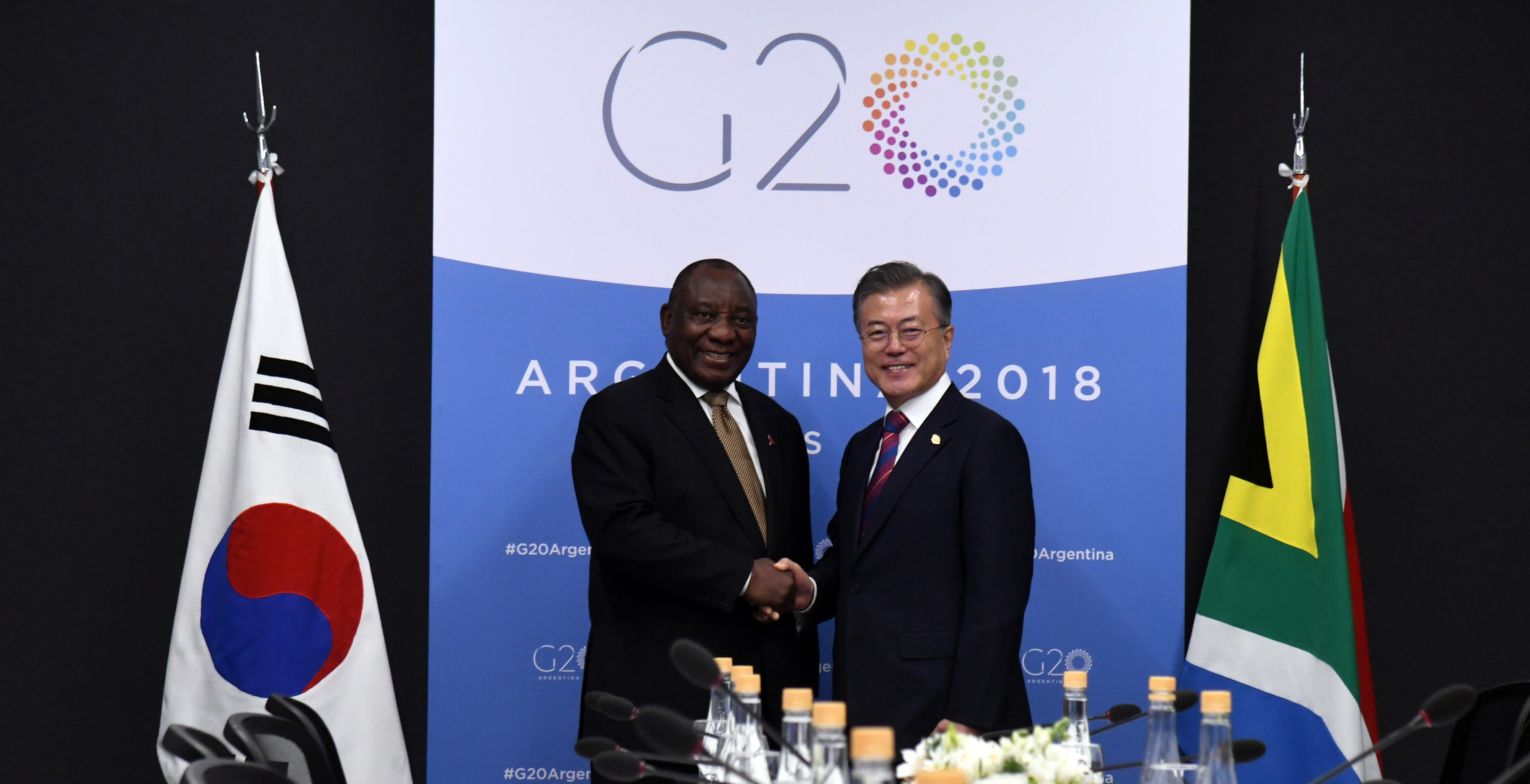
Cyril Ramaphosa, președintele țării, la summitul G20 din 2018

De pe vremea Uniunii Africii de Sud, țara a devenit și a rămas membru fondator al Organizației Națiunilor Unite. Primul ministru de atunci, Jan Smuts, a scris preambulul de la Carta Organizației Națiunilor Unite. Africa de Sud este unul dintre membrii fondatori ai Uniunii Africane (AU) și are a doua cea mai mare economie dintre toți membrii. De asemenea, Africa de Sud este un membru fondator al Comunității Națiunilor, dar a părăsit temporar organizația în 1961 până la încheierea apartheidului în 1994, când țara a fost readmisă. Țara este un membru fondator al programului Noul Parteneriat pentru Dezvoltarea Africii (NEPAD).
Africa de Sud este, de asemenea, membră a Comunității Sud-Africane pentru Dezvoltare (SADC), Uniunea Vamală a Africii de Sud (SACU), G20, G8 + 5, G77, Organizația Mondială a Comerțului (OMC), Fondul Monetar Internațional (FMI), Zona de pace și cooperare în Atlanticul de Sud, Sistemul Tratatului Antarcticii (ATS) și Asociația Port Management din Africa de Est și de Sud. În aprilie 2011, Africa de Sud s-a alăturat în mod oficial organizației BRICS.
Africa de Sud a jucat un rol cheie ca mediator în conflictele africane în ultimul deceniu, cum ar fi în Burundi, Republica Democrată Congo (RDC), Comore și Zimbabwe.

### Armata

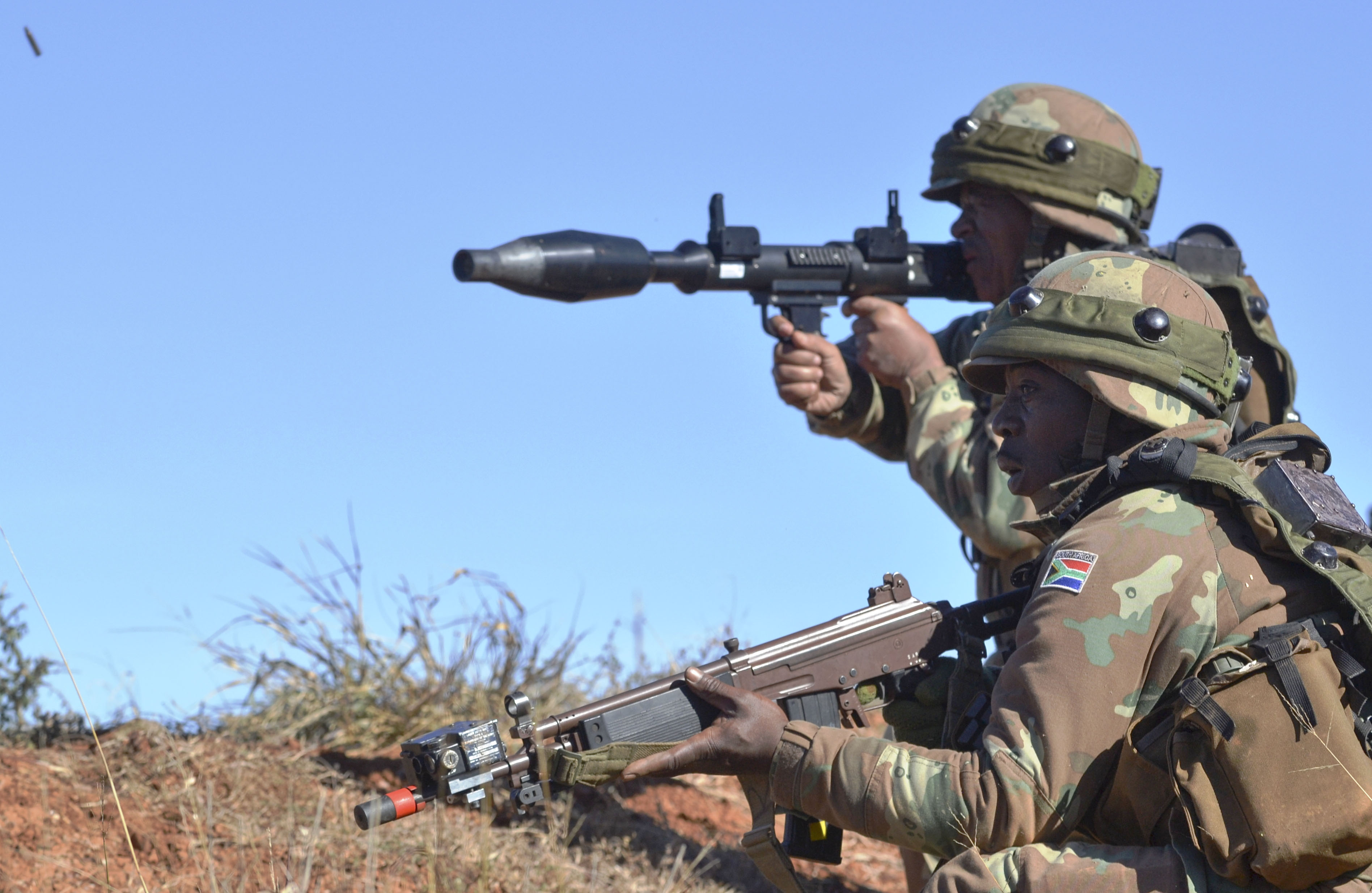
Soldați sud-africani într-un exercițiu militar

Forțele armate ale Africii de Sud (South African National Defence Force (SANDF)) au fost create în 1994, în calitate de armată voluntară, compusă din fosta armată sud-africană controlată de albi (South African Defence Force), forțele grupărilor naționaliste africane (Umkhonto noi Sizwe și Armata de Eliberare a Poporului din Azan) și fostele armate ale statelor și teritoriilor autonome bantustane. Forțele armate ale Africii de Sud (SANDF) constau din patru ramuri profesioniste: Armata Sud-africană (forțele terestre), Marina Sud-africană (forțele navale), Forța Aeriană Sud-africană și Serviciul Sanitar Militar al Africii de Sud.
Africa de Sud este singura țară africană care a dezvoltat cu succes arme nucleare. A devenit prima țară (urmată de Ucraina) cu capacitate nucleară de a renunța și demonta în mod voluntar programul său. De asemenea, a și semnat Tratatul de Neproliferare Nucleară în 1991. Africa de Sud a început programul de arme nucleare în anii ’70. Potrivit fostului președinte de stat F. W. de Klerk, decizia de a construi un „instrument de descurajare nucleară” a fost luată „încă din 1974 pe fondul unei amenințări expansioniste sovietice”. Africa de Sud se presupune că a efectuat un test nuclear undeva peste oceanul atlantic în 1979, deși acest lucru este refuzat oficial. Fostul președinte, F. W. de Klerk, a susținut că Africa de Sud „nu a efectuat niciodată un test nuclear clandestin.” Șase dispozitive nucleare au fost finalizate între 1980 și 1990, dar toate au fost demontate înainte ca Africa de Sud să semneze Tratatul de Neproliferare Nucleară în 1991. În 2017, Africa de Sud a semnat Tratatul asupra Interzicerii Armelor Nucleare.

### Organizare administrativ-teritorială

Provinciile Africii de Sud

Africa de Sud are nouă provincii, care sunt la rândul lor, împărțite în 52 de unități administrativ-teritoriale: 8 municipalități metropolitane și 44 municipalități districtuale. Municipalitățile districtuale sunt în continuare împărțite în 226 municipalități locale. Municipalitățile metropolitane, care reglementează cele mai mari aglomerări urbane, exercită funcțiile atât ale municipalităților districtuale cât și ale municipalităților locale.
| Provincie     | Capitala         | Cel mai mare oraș | Suprafața (km²) | Populație (Recensământ 2011) |
| ------------- | ---------------- | ----------------- | --------------- | ---------------------------- |
| Eastern Cape  | Bhisho           | Port Elizabeth    | 168.966         | 6.562.053                    |
| Free State    | Bloemfontein     | Bloemfontein      | 129.825         | 2.745.590                    |
| Gauteng       | Johannesburg     | Johannesburg      | 18.178          | 12.272.263                   |
| KwaZulu-Natal | Pietermaritzburg | Durban            | 94.361          | 10.267.300                   |
| Limpopo       | Polokwane        | Polokwane         | 125.754         | 5.404.868                    |
| Mpumalanga    | Nelspruit        | Nelspruit         | 76.495          | 4.039.939                    |
| North West    | Mafikeng         | Rustenburg        | 104.882         | 3.669.349                    |
| Northern Cape | Kimberley        | Kimberley         | 372.889         | 1.145.861                    |
| Western Cape  | Cape Town        | Cape Town         | 129.462         | 5.822.734                    |

### Perspective politice
Africa de Sud are o poziție cel puțin interesantă pe scena globală. Văzută de comunitatea internațională ca un posibil partener de dialog în relație cu restul continentului african, Africa de Sud se confruntă însă cu dificultăți în ceea ce privește asumarea rolului de putere regională – atât din cauza scepticismului statelor africane, cât și a neîncrederii pe care Africa de Sud o are în propria abilitate de a gestiona aceste probleme.
Deși Africa de Sud se proclamă republică în 1961, instituționalizarea regimului de apartheid (segregrare etnică – legalizarea supremației ”albilor” asupra populației de culoare) a făcut ca statul să fie marginalizat pe plan internațional în perioada Războiului Rece. În acea perioadă iau naștere mișcări de rezistență împotriva regimului apartheid, încercări ce au fost înăbușite cu violență de către guvernul de la acea dată. Acest rasism instituționalizat și încălcări flagrante ale drepturilor civice face ca Africa de Sud să nu fie privită bine pe plan internațional, ajungându-se chiar la boicoturi în relațiile comerciale cu aceasta.
Începe însă un lent proces de tranziție către o societate egalitară, finalizat în 1994 prin alegeri cu sufragiu universal, marcând astfel un nou moment în istoria Africii de Sud, precum și ieșirea din izolaționism, cu atât mai mult cu cât, în ciuda temerilor internaționale, tranziția s-a făcut cu relativ puțină vărsare de sânge.
Perioada următoare căderii regimului apartheid este marcată de ascensiunea rapidă a Africii de Sud pe plan internațional. Statul se alătură unui număr de organizații internaționale, printre care ONU (din care fusese suspendat în 1974), Uniunea Africană, Comunitatea de Dezvoltare Sud-Africană etc. Începe în același timp să-și reia relațiile diplomatice și economice cu o serie de state, printre care un important loc îl deține Elveția (care este al 6-lea mare importator al Africii de Sud). Toate acestea au ajutat la dezvoltarea economică puternică a Africii de Sud, fenomen încurajat și de speranța comunității internaționale în ceea ce privește rolul geopolitic al Africii de Sud.
În prezent, Africa de Sud are cea mai dezvoltată economie dintre statele africane, și ocupă un loc important în ierarhia internațională. În 2011, statul african se afla pe locul 28 mondial conform PIB-ului nominal, deci în fața unor alte state, precum Finlanda sau Danemarca. Deține rezerve semnificative de resurse naturale precum aur și platină. În ciuda acestui fapt, PIB-ul pe cap de locuitor este relativ mic (poziția 80), o parte semnificativă a populației trăind în sărăcie extremă. Rata șomajului a crescut extrem de mult după căderea regimului apartheid, menținându-se încă la un nivel ridicat (25% în 2012).
Cu toate acestea, economia Africii de Sud rămâne una dintre cele mai dinamice, în 2011 fiind integrată grupului BRICS (alături de Brazilia, Rusia, India și China). Această incluziune demonstrează statutul în creștere de care Africa de Sud se bucură la nivel internațional, atât ca o economie emergentă puternică și competitivă, cât și ca stat cu influență semnificativă în problemele regionale și globale.
Africa de Sud are și o putere militară importantă, aflându-se printre primele 50 de state ale lumii în această privință (locul 34 conform globafirepower.com), depășită pe continentul african doar de Egipt și Etiopia.
Aceste atribute îi oferă Africii de Sud posibilitatea de a juca un rol regional important. Cu toate acestea însă, lipsa de consecvență în politica externă, precum și inexistența unor puncte clare pe agenda diplomatică fac acest lucru relativ dificil.
În perioada lui Nelson Mandela, politica externă a Africii de Sud era una profund marcată de propriul trecut al statului și de dorința acestuia de a șterge pata neagră lăsată de regimul apartheid. Era o politică externă orientată pe valori fundamentale, pe non-discriminare rasială, cu accent pe drepturile omului și promovarea păcii și democrației.
Succesorii acestuia, Mbeki (1999-2008) și Jacob Zuma (prezent), au schimbat direcția politicii externe, încercând o trece la realpolitik, la o politică dominată de interese naționale, mai degrabă decât valori. Acest lucru este însă îngreunat de lipsa de obiective clare și prioritare.
Parcă resimțind o obligație morală ca urmare a tranziției relativ pașnice din Africa de Sud, statul și-a asumat responsabilități în procesele de menținere a păcii din zonă, participând în calitate de mediator la negocieri de pace din Angola, Kenya, Burundi, Sudan, Nigeria, Congo, Zimbabwe și contribuind cu trupe la misiunile ONU și ale Uniunii Africane din Darfur, Burundi, Congo și recent, chiar și în Republica Central Africană (în nume propriu). Cu toate acestea, statele din regiune nu sunt tocmai încrezătoare în statutul Africii de Sud ca și lider regional, mai ales datorită atitudinii acesteia din trecut (perioada apartheid) față de guvernele celorlalte state. De aceea, Africa de Sud s-a ferit în general să facă afirmații de natură hegemonică – mai ales și pentru că este conștientă de propriile limite.
Africa de Sud se bucură însă de mai multă recunoaștere pe plan internațional în calitate de reprezentant al continentului african decât în propria regiune, lucru dovedit și de cele două mandate în cadrul Consiliului de Securitate ONU, la interval scurt unul de celălalt (2006-2008 și 2010-2012). Acest lucru însă are dezavantajele sale, atunci când presiunea și așteptările internaționale contrastează cu cele ale colegilor regionali. Refuzul de a vota pentru măsuri mai drastice împotriva unor state africane, precum Sudan, a atras atenția asupra dificultăților pe care Africa de Sud le are în mijlocirea intereselor nordice și a celor regionale.
Cu toate acestea, statutul de putere regională al Africii de Sud se remarcă prin raportarea la statele din regiune, mai degrabă decât prin comparația cu state echivalente ca statut din alte regiuni. Economia Africii de Sud este remarcabilă la nivel de continent, dar situația stă diferit atunci când este comparată cu restul membrilor BRICS (Brazilia are un PIB de 6 ori mai mare decât cel al Africii de Sud).
În viitor, Africa de Sud trebuie să devină mai încrezătoare în rolul pe care îl are de îndeplinit. Fără îndoială, regiunea africană are nevoie de un punct de sprijin, iar Africa de Sud este în cea mai bună poziție să devină acel reper. Cu toate acestea, este nevoie de consecvență în politica externă, de o identificare clară a obiectivelor pe termen lung și a intereselor naționale și regionale. Din nefericire, Africa de Sud își dorește să mulțumească pe toți cei implicați, iar acest lucru este imposibil. De aceea, este nevoie să decidă asupra formei pe care acest sprijin o va lua: dacă va deveni un purtător de cuvânt pentru cauza africană sau se va limita la rolul de partener de dialog. Pentru moment, Africa de Sud rămâne totuși un stat cu o poziție regională semnificativă, un stat ”ancoră” pentru regiunea sud-africană.

## Economie

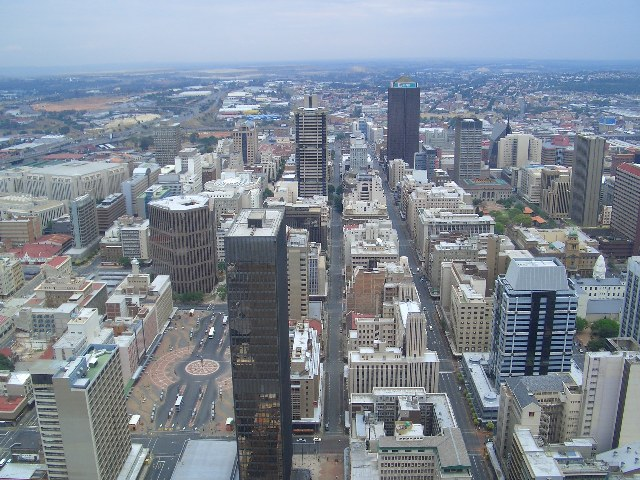
Centrul orașului Johannesburg

Africa de Sud are o economie mixtă, cu venituri medii-superioare. Economia sa este a doua ca mărime din Africa, după Nigeria, cu un PIB (PPC) de 1,026 trilioane USD în 2024. În comparație cu alte țări din Africa sub-sahariană, Africa de Sud se remarcă printr-un PIB (PPC) pe cap de locuitor ridicat (15.723 USD în 2024). Țara este membră a unor organizații economice majore, precum G8 + 5, G20 și BRICS.
Fiind un centru regional de producție și servicii, Africa de Sud deține cea mai industrializată, avansată tehnologic și diversificată economie de pe continentul african. Țara a dominat constant economia regiunii sudice a Africiiși, încă din 1910, este membru fondator al Uniunii Vamale a Africii de Sud (SACU), alături de Eswatini, Namibia, Lesotho și Botswana. De asemenea, Africa de Sud este membră a Comunității pentru Dezvoltare Sud-Africană (SADC) și a programului Noul Parteneriat pentru Dezvoltarea Africii (NEPAD) al Uniunii Africane. Africa de Sud joacă un rol esențial în comerțul regional, fiind un important partener comercial pentru țările africane din SADC și nu numai. Relațiile comerciale internaționale cu Uniunea Europeană, Statele Unite și China sunt esențiale pentru economia sa, permițând accesul la piețe globale și diversificarea exporturilor.

Venitul personal pe cap de locuitor pe grup rasial din Africa de Sud în raport cu nivelurile obținute de albii sud-africani.

Economia Africii de Sud prezintă un paradox între două părți socio-economice opuse. Partea dezvoltată a țării este comparabilă cu economiile, infrastructura și nivelul de trai din țările occidentale, în timp ce partea mai puțin dezvoltată se aseamănă cu alte state în curs de dezvoltare, dar este, totuși, mai avansată decât majoritatea țărilor africane sub-sahariene. Acest paradox economic, moștenit din perioada apartheidului, pune în evidență zonele și industriile dezvoltate, care erau controlate istoric de populația albă. Discrepanța se reflectă, de asemenea, în nivelul de trai dintre clasa de mijloc și clasa de jos, indiferent de grupul etnic. Astfel, Africa de Sud se confruntă în continuare cu o rată ridicată a sărăciei și se află în top zece la nivel global în privința inegalității veniturilor, măsurată prin coeficientul Gini. Pe lângă aceste inegalități, provocările economice actuale includ o criză energetică semnificativă și rate ridicate ale șomajului, iar autoritățile implementează reforme structurale pentru a stimula creșterea economică și a reduce disparitățile. În ultimii ani, guvernul a implementat reforme pentru a îmbunătăți infrastructura energetică și pentru a aborda criza energetică care a afectat productivitatea economică. Inițiativele includ investiții în energie regenerabilă și parteneriate public-privat menite să modernizeze rețelele de energie și să stimuleze producția.
După 1994, politica economică a dus la scăderea inflației, stabilizarea finanțelor publice și atragerea de capital străin; totuși, ritmul de creștere economică a fost insuficient pentru a soluționa inegalitățile economice și sărăcia. Din 1996, la finalul perioadei de peste doisprezece ani de sancțiuni internaționale, PIB-ul Africii de Sud aproape s-a triplat, ajungând la 400 de miliarde USD în 2011, însă a scăzut la aproximativ 385 de miliarde USD în 2019. În aceeași perioadă, rezervele valutare au crescut de la 3 miliarde USD la aproape 50 de miliarde USD, creând o economie diversificată, cu o clasă de mijloc mare și în creștere.  Între 2005 și 2007, economia a crescut cu 5% anual, dar până în 2012, ritmul de creștere a scăzut la 2,6%, iar în anii 2010 a continuat să încetinească. În 2017, datoria publică raportată la PIB era de 53%, iar inflația în 2018 era de 4,5%, menținându-se în intervalul țintit de Banca de Rezerve a Africii de Sud, de 3-6%. 

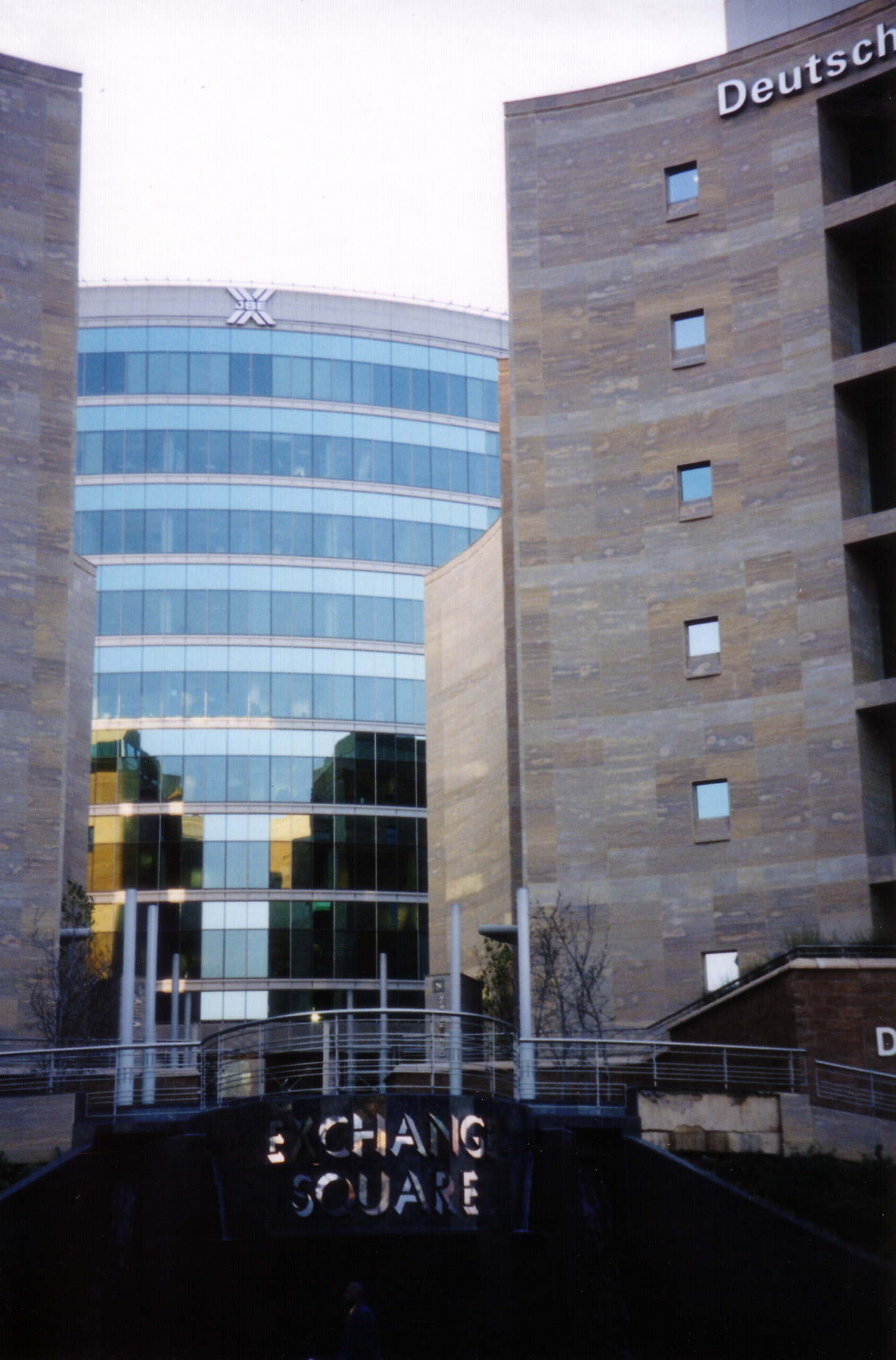
Bursa de valori din Johannesburg (JSE) este cea mai mare din Africa și se află în top 20 la nivel mondial.

Economia Africii de Sud este preponderent bazată pe servicii, acestea reprezentând 67,5% din PIB, iar industria și agricultura contribuie cu 29,7% și, respectiv, 2,8%. Africa de Sud are un sistem financiar și juridic bine dezvoltat și o infrastructură în general bine dezvoltată. Țara dispune de un sistem financiar și juridic bine dezvoltate și o infrastructură avansată. Sectorul financiar este unul dintre cele mai mari din lume, iar băncile sud-africane sunt cele mai importante de pe continent, având o prezență semnificativă în numeroase state africane. Mai multe companii financiare, inclusiv unele de asigurări, au o prezență globală considerabilă, precum Old Mutual și Investec. De asemenea, bursa de valori din Johannesburg este una dintre cele mai mari 20 de burse din lume.
Africa de Sud investește activ în inovație și tehnologie, găzduind centre de cercetare în domenii precum mineritul de precizie, energiile regenerabile și biotehnologie. Aceste inițiative sprijină tranziția spre o economie mai avansată tehnologic și aduc valoare adăugată pe piețele internaționale.
Africa de Sud joacă un rol activ în tranziția către o economie verde, cu obiective de reducere a emisiilor de carbon și inițiative în domeniul energiilor regenerabile. Prin proiecte de energie solară și eoliană, țara urmărește să reducă dependența de cărbune și să adopte surse de energie mai sustenabile.
Sectorul turismului reprezintă o sursă majoră de venit și un factor de creștere economică, atrăgând milioane de vizitatori anual. Totuși, pandemia de COVID-19 a afectat puternic turismul, iar eforturile actuale vizează redresarea și atragerea de noi investiții în acest sector crucial.
Spre deosebire de majoritatea țărilor în curs de dezvoltare, Africa de Sud nu are o economie informală înfloritoare. Doar 15% dintre locurile de muncă se regăsesc în sectorul informal, în comparație cu aproximativ jumătate în Brazilia și India și aproape trei sferturi în Indonezia. Organizația pentru Cooperare și Dezvoltare Economică (OCDE) explică această diferență prin sistemul de asistență socială bine dezvoltat al Africii de Sud. Cercetările Băncii Mondiale arată că Africa de Sud are unul dintre cele mai mari decalaje între PIB-ul pe cap de locuitor și poziția sa în clasamentul Indicelui Dezvoltării Umane (IDU), doar Botswana având un decalaj mai mare.

### Industrie
Mineritul și industria manufacturieră sunt importante. Principalele produse sunt cele alimentare, băuturile, hârtia, produsele chimice și îngrășămintele. Fier și oțel se produc la Pretoria și Newcastle. Finanțele, asigurările și turismul sunt de asemenea importante.

Africa de Sud ocupă primul loc în lume ca producție de aur. Minele din Johannesburg furnizează 30% din totalul mondial.
- Produse importate: piese de mașini, autovehicule, produse textile, produse chimice, produse alimentare.
- Produse de export: aur, diamante, metale, produse chimice, fructe, lână.
- Produsul intern brut: 124.200.000.000 USD

### Transport
Informații suplimentare: Autostrăzi și drumuri expres in Africa de Sud

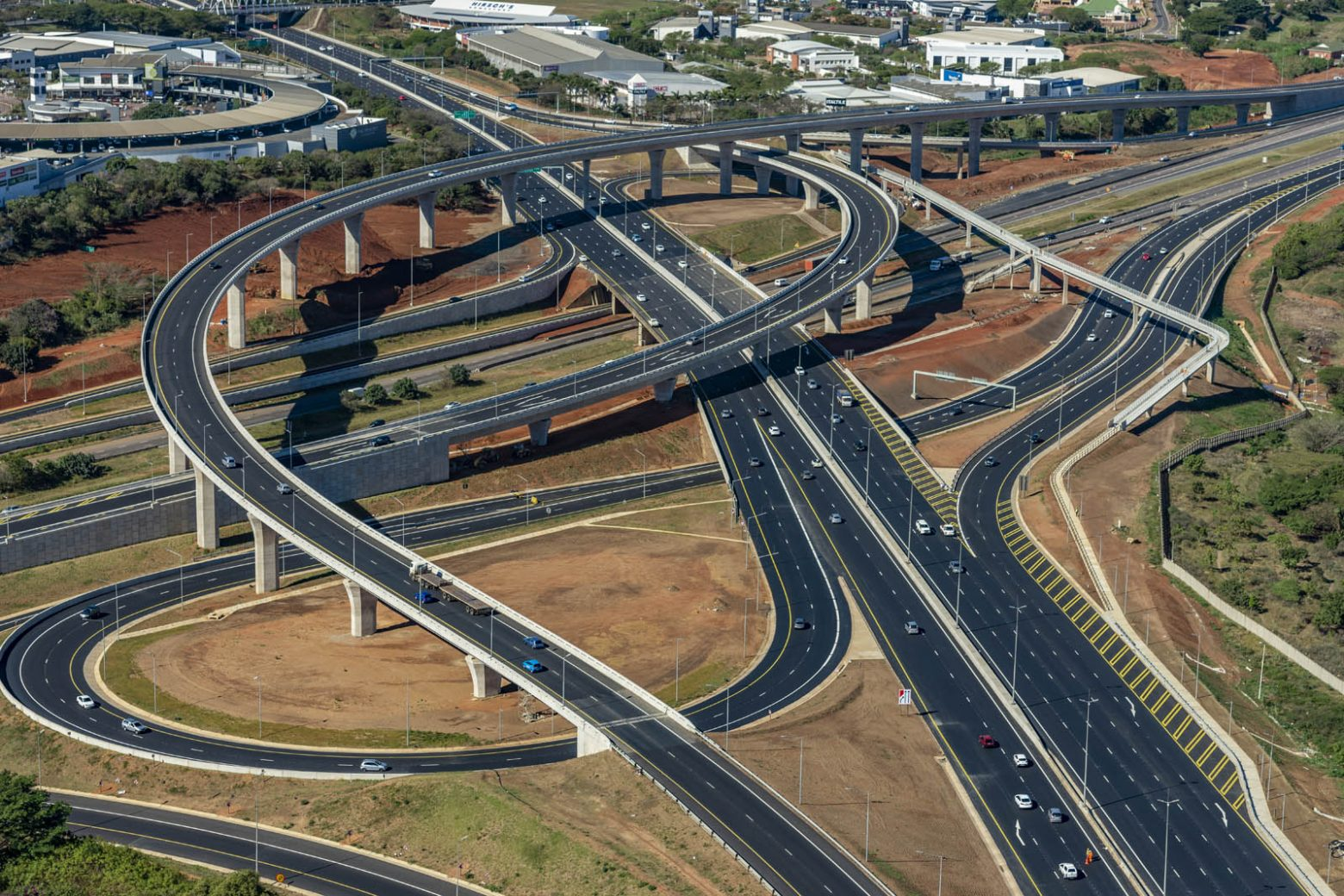
Nod rutier Autostrada N3 — Autostrada M14 în Durban.

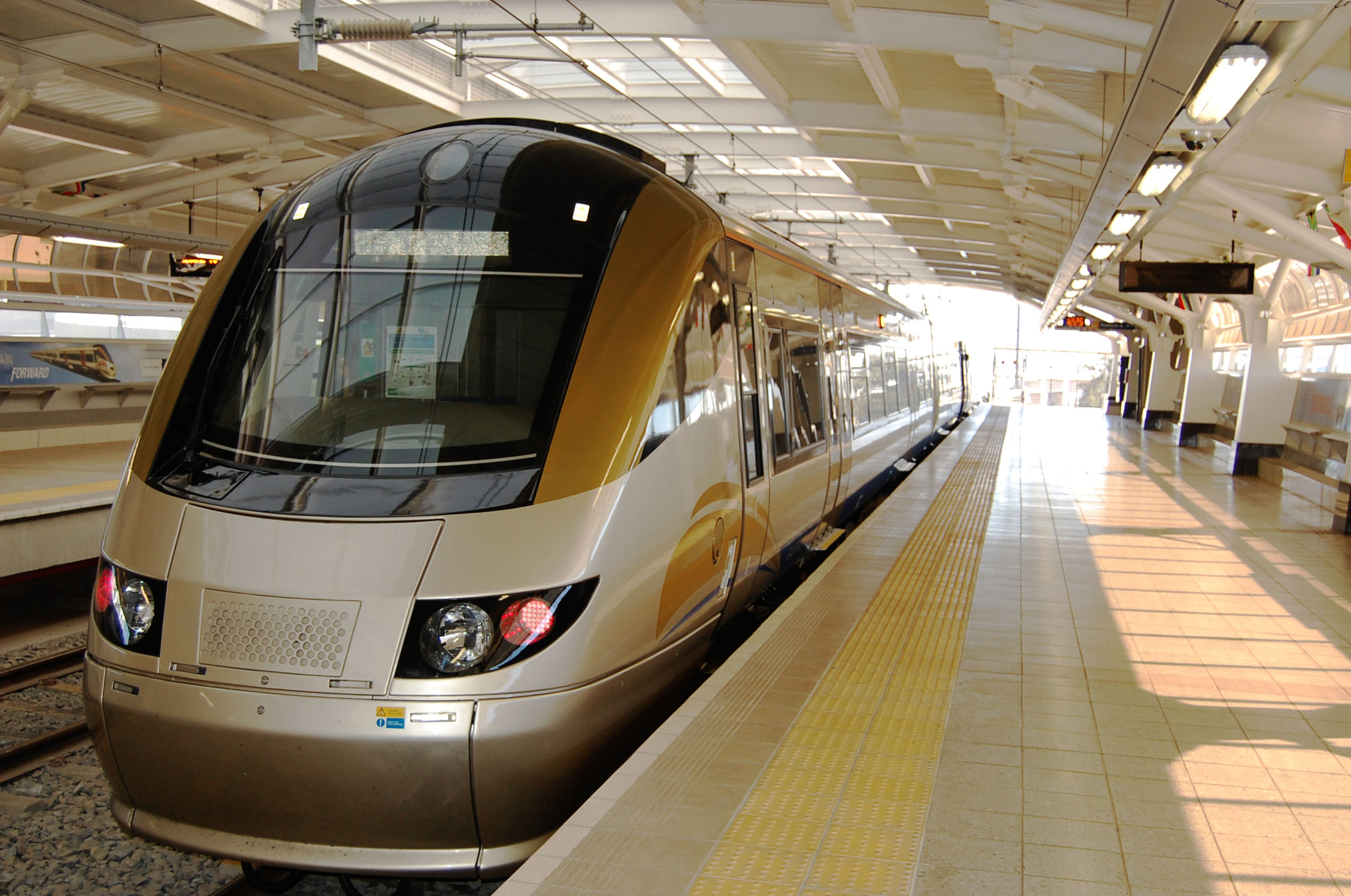
Gautrain, un tren metropolitan în Gauteng.

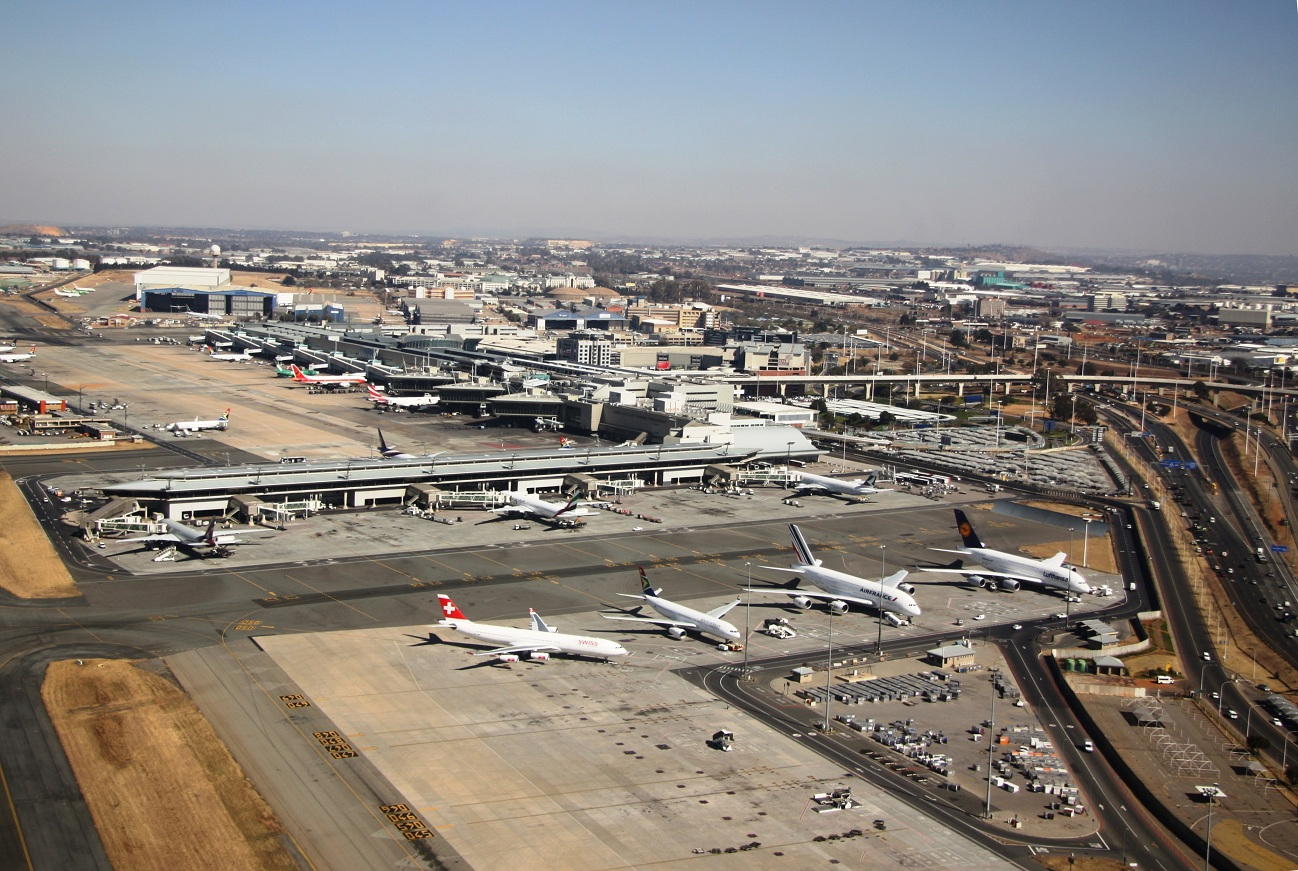
Aeroportul Internațional O. R. Tambo din Johannesburg, cel mai mare aeroport din Africa.

Țara este traversată de două coridoare rutiere pan-africane: Trans-African Highway 3, ce leagă Tripoli (Libia) de Cape Town (Africa de Sud) și Trans-African Highway 4, ce leagă Cairo (Egipt) de Cape Town (Africa de Sud).
Rețeaua națională de drumuri are o lungime totală de 362.099 km, din care 73.506 pavate. Autostrăzi cu cel puțin două benzi pe sens sunt 2.160 km și drumuri expres sunt 940 km.
In 2000, Africa de Sud avea 20.384 km de căi ferate. 20.070 km cu ecartament de 1.067mm ( din care 9.090 km electrificați) și 314 km cu ecartament de 610mm.
Principalele porturi sunt: Cape Town, Durban, East London, Mossel Bay, Port Elizabeth, Richards Bay, și Saldanha Bay.
Principalele aeroporturi sunt: Aeroportul Internațional O. R. Tambo (Johannesburg), Aeroportul Internațional Cape Town si Aeroportul Internațional King Shaka (Durban). Aeroportul Internațional O. R. Tambo din Johannesburg este cel mai mare aeroport din Africa, cu peste 21,5 milioane de pasageri în 2019.

### Știința și tehnologia

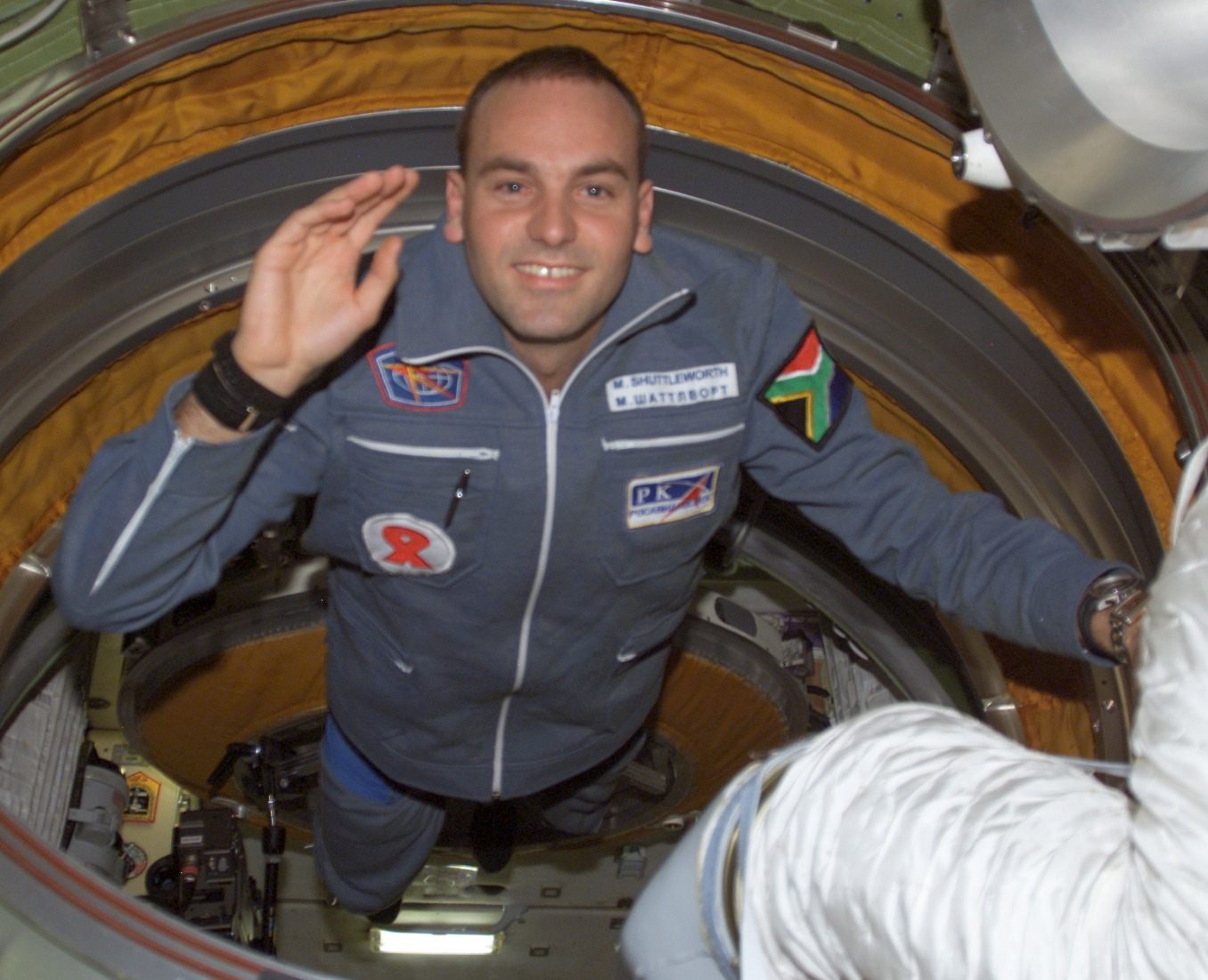
Mark Shuttleworth, primul sud-african în spațiu.

Africa de Sud se află printre top 30 de țări din lume în privința cheltuielilor de cercetare și dezvoltare, cu cheltuieli de 6,1 miliarde USD în 2017, reprezentând 0,83% din PIB (PPC). Guverul sud-african este reprezentat în această industrie de Fundația Națională de Cercetare (NRF - National Research Foundation), agenția intermediară între politicile și strategiile Guvernului Africii de Sud și ale instituțiilor de cercetare din Africa de Sud. De asemenea, Academia de Științe din Africa de Sud este cel mai înalt for de știință din țară, dar filiala locală a instituției britanice Royal Society și instituția vorbitorilor de limba afrikaans Suid-Afrikaanse Akademie vir Wetenskap en Kuns (Academia sud-africană de științe și cultură) încă au prezență importantă în Africa de Sud.
Mai multe dezvoltări științifice și tehnologice importante au avut loc în Africa de Sud. Primul transplant de inimă de la om la om a fost efectuat de chirurgul cardiac Christiaan Barnard la Spitalul Groote Schuur în Cape Town în decembrie 1967. Virologul Max Theiler a dezvoltat un vaccin împotriva febrei galbene. Fizicianul Allan McLeod Cormack a fost pionier a tomografiei computerizată cu radiație X. Biofizicianul Aaron Klug a dezvoltat tehnici de microscopie electronică cristalografică. Cu excepția celei a lui Barnard, toate aceste progrese au fost recunoscute cu Premiile Nobel. Sydney Brenner a câștigat cel mai recent, în 2002, pentru munca sa de pionierat în biologia moleculară.
Mark Shuttleworth a fondat Thwate, o companie de securitate pe internet, care a fost apoi cumpărată de liderul mondial VeriSign. În ciuda eforturilor guvernamentale de a încuraja antreprenoriatul în biotehnologie, tehnologia informației și alte domenii tehnologice înalte, în Africa de Sud nu au fost înființate alte companii de ultimă generație. Obiectivul exprimat al guvernului sud-african este de a transforma economia pentru a fi mai bazat pe tehnologii înalte, dat fiind faptului că Africa de Sud nu poate concura cu economiile din Orientul Îndepărtat în ceea ce privește producție și nici nu se poate baza pe bogăția sa minerală în perpetuitate.
Africa de Sud a dezvoltat o comunitate de astronomie în plină creștere.Țara găzduiește telescopul Southern African Large Telescope (SALT), cel mai mare telescop optic din emisfera sudică. Africa de Sud construiește în prezent telescopul MeerKAT ca un proiect premergător pentru proiectul radiotelescopului Square Kilometre Array, care valorează 1,5 miliarde USD. La 25 mai 2012, a fost anunțat că găzduirea radiotelescopului Square Kilometre Array va fi împărțită atât pe site-urile din Africa de Sud, cât și din Australia și Noua Zeelandă.

## Demografie
| <1 /km2 1–3 /km2 3–10 /km2 10–30 /km2 30–100 /km2 |  | 100–300 /km2 300–1000 /km2 1000–3000 /km2 >3000 /km2 |  |

Harta densității populației din Africa de Sud

Africa de Sud este o națiune de aproximativ 57 de milioane de oameni de diverse origini, culturi, limbi și religii. Ultimul recensământ a fost în 2011 și următorul va fi în 2021. În ultimul recensământ, biroul național de statistică Statistics South Africa a cerut oamenilor să se descrie în termen de cinci grupuri rasiale de populație. Cifrele de recensământ pentru aceste grupuri au fost: africani negri la 79,2%, albi la 8,9%, coloured la 8,9%, asiatici la 2,5% și alții/nespecificați la 0,5%. Africa de Sud găzduiește aproximativ cinci milioane de imigranți ilegali, inclusiv aproximativ trei milioane de zimbabwieni. Începând cu 11 mai 2008, o serie de revolte anti-imigranți au avut loc în zonele sărace ale Africii de Sud contra imigranților din alte țări africane. De asemenea, Africa de Sud găzduiește o populație mare de refugiați și solicitanți de azil, mai ales din Zimbabwe, Republica Democrată Congo și Somalia.
| Rezultatele recensămintelor (1996-2011) | Rezultatele recensămintelor (1996-2011) | Rezultatele recensămintelor (1996-2011) | Rezultatele recensămintelor (1996-2011) | Rezultatele recensămintelor (1996-2011) | Rezultatele recensămintelor (1996-2011) | Rezultatele recensămintelor (1996-2011) |
| Grup de populație                       | 1996                                    | 1996                                    | 2001                                    | 2001                                    | 2011                                    | 2011                                    |
| Grup de populație                       | Număr                                   | Procentaj                               | Număr                                   | Procentaj                               | Număr                                   | Procentaj                               |
| --------------------------------------- | --------------------------------------- | --------------------------------------- | --------------------------------------- | --------------------------------------- | --------------------------------------- | --------------------------------------- |
| Africani negri                          | 31.127.631                              | 76,7%                                   | 35.416.166                              | 79,2%                                   | 41.000.938                              | 79,2%                                   |
| Albi                                    | 4.434.697                               | 10,9%                                   | 4.293.640                               | 9,6%                                    | 4.586.838                               | 8,9%                                    |
| Coloured                                | 3.600.446                               | 8,9%                                    | 3.994.505                               | 8,9%                                    | 4.615.401                               | 8,9%                                    |
| Indieni/Asiatici                        | 1.045.596                               | 2,6%                                    | 1.115.467                               | 2,5%                                    | 1.286.930                               | 2,5%                                    |
| Alții                                   | 375.204                                 | 0,9%                                    | -                                       | -                                       | 280.454                                 | 0,5%                                    |
| Total                                   | 40.583.573                              | 100%                                    | 44.819.778                              | 100%                                    | 51.770.560                              | 100%                                    |

### Grupuri etnice
Africani negri
     Coloured (Colorați)
     Indieni sau Asiatici
     Albi
     Fără grup etnic dominant

Grupurile etnice dominante în diverse părți ale Africii de Sud (2011)
Africani negri
Coloured (Colorați)
Indieni sau Asiatici
Albi
Fără grup etnic dominant

De departe, cea mai mare parte a populației este clasificată drept „african negru”, dar acest grup de populație nu este omogen cultural și/sau lingvistic. Principalele grupuri etnice negre includ popoarele zulu, xhosa, basotho (basotho de sud), bapedi (basotho de nord), venda, tswana, tsongas, swazi și ndebele, care vorbesc limbile bantu. Populația colorată (Coloured) este concentrată în principal în regiunea Cape și provine dintr-o combinație de origini etnice, cum ar fi albii, khois, sans, griquas, chinezi și malaezii. Africa de Sud are între statele africane cea mai numeroasă populație indiană și populație albă de origine europeană. Țara a devenit patria unor popoare numeroase din Africa, Asia și Europa (care provin, în mare parte, din Marea Britanie, Olanda, Germania și Franța).
Albii sud-africani sunt în principal descendenți ai colonialiștilor olandezi, germani, hughenoți francezi și britanici, începând cu secolul XVII. De asemenea, sunt imigranți și din alte părți al Europei, precum grecii, portughezii și evreii. Printre albi, 59,1% din populație vorbesc limba afrikaans ca limba nativă, 35% vorbesc limba engleză și 5,9& vorbesc alte limbi.
Deși mică, comunitatea româneasca de aproximativ 3.000 de oameni se regăsește în toate cele trei orașe importante ale țării (Johannesburg, Cape Town și Durban), și se țin des evenimente culturale românești, susținute de multe ori de Ambasada României în Pretoria și Consulatul General din Cape Town. Majoritatea românilor imigranți au sosit în Africa Sud la începutul anilor '90, cu o pregătire profesională din România (precum medici și ingineri), dar sunt și mulți români care au imigrat în anii 2010. Comunitatea românească este bine integrată cu majoritatea comunității albe sud-africane (fie cu comunitatea britanică sud-africană, fie cu comunitatea afrikaner), mai ales în comparație cu alte comunități mici europene.
Populația de origine asiatică (2,5 %), mai ales indiană au fost aduși pe plantațiile de trestie de zahăr din Natal pe la mijlocul secolului XIX, ei trăiesc mai ales în provincia KwaZulu-Natal.

### Religie
| Religie în Africa de Sud (2010) | Religie în Africa de Sud (2010) | Religie în Africa de Sud (2010) | Religie în Africa de Sud (2010) | Religie în Africa de Sud (2010) |
| ------------------------------- | ------------------------------- | ------------------------------- | ------------------------------- | ------------------------------- |
| religie                         |                                 |                                 | procentaj                       |                                 |
| Protestanți                     | Protestanți                     |                                 | 73.2%                           | 73.2%                           |
| Fără religie                    | Fără religie                    |                                 | 14.9%                           | 14.9%                           |
| Catolici                        | Catolici                        |                                 | 7.4%                            | 7.4%                            |
| Musulmani                       | Musulmani                       |                                 | 1.7%                            | 1.7%                            |
| Hinduși                         | Hinduși                         |                                 | 1.1%                            | 1.1%                            |
| Alte religii                    | Alte religii                    |                                 | 1.7%                            | 1.7%                            |

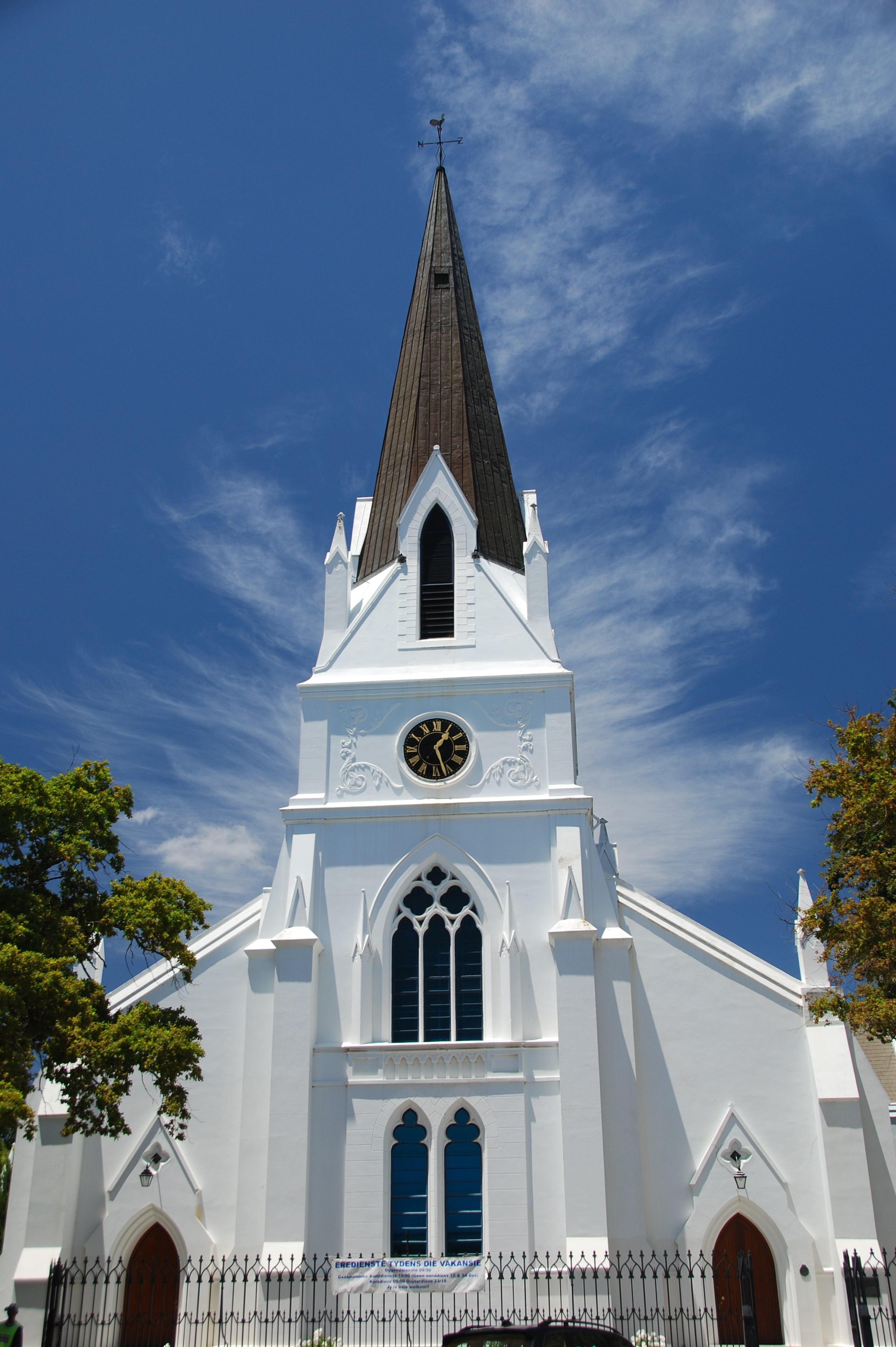
O biserică reformată olandeză în orașul Stellenbosch din 1723.

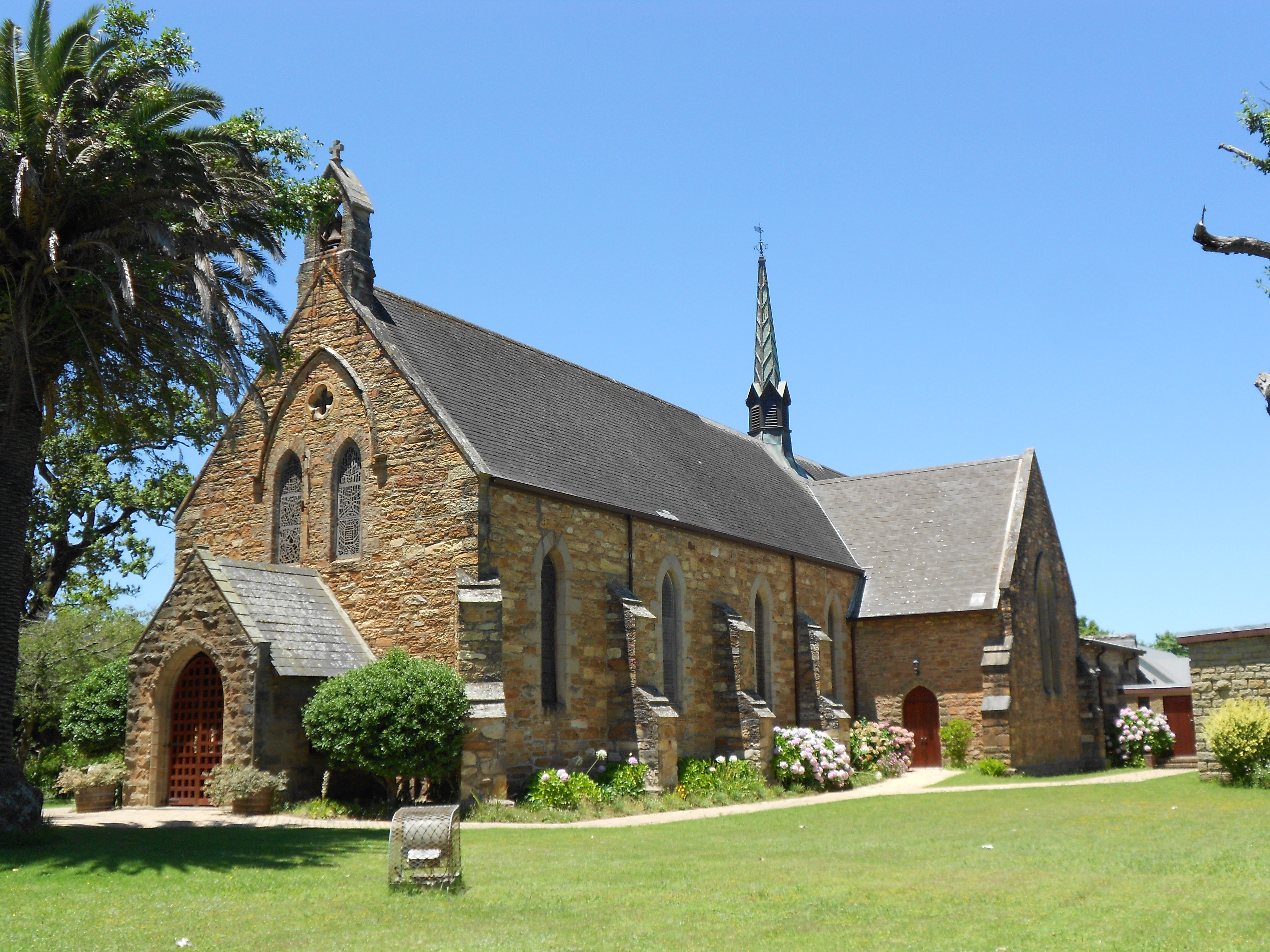
O biserică anglicană în orașul George din 1850.

Conform recensământului din 2001, creștinii reprezentau 79,8% din populație, majoritatea fiind membri ai diferitelor confesiuni protestante (definite pe scară largă pentru a include bisericile inițiate africane sincretice) și o minoritate de romano-catolici și alți creștini. Aceasta include creștini zioni (11,1%), penticostali (8,2%), romano-catolici (7,1%), metodiști (6,8%), reformați olandezi (6,7%) și anglican (3,8%). Membrii a celorlalte biserici creștine reprezentau încă 36% din populație. Musulmanii reprezentau 1,5% din populație, hinduși 1,2%, religia tradițională africană 0,3% și iudaismul 0,2%. 15,1% din populație nu aveau apartenență religioasă, 0,6% „alte” și 1,4% „nespecificate”.
Bisericile inițiate din Africa au format cel mai mare grup de creștini. Este considerat că multe dintre persoanele care declarau nicio afiliere cu nicio religie organizată aderau de fapt la religia tradițională africană. Se estimează că sunt aproximativ 200.000 de vindecători tradiționali în Africa de Sud și până la 60% dintre sud-africani consultă acești vindecători, numiți în general sangomas sau inyangas. Acești vindecători folosesc o combinație de credințe spirituale ancestrale și o credință în proprietățile spirituale și medicinale ale faunei și florei locale, cunoscute drept muti, pentru a facilita vindecarea clienților. Multe popoare au practici religioase sincretice care îmbină influențele creștine și indigene.
Musulmanii din Africa de Sud cuprind în principal cei care sunt descriși drept coloureds (colorați) și cei care sunt descriși drept indieni. Lor li s-au alăturat convertiții sud-africani negri sau albi, precum și alții din alte părți ale Africii. Musulmanii din Africa de Sud susțin că credința lor este religia cu cea mai rapidă creștere a convertirii în țară, numărul musulmanilor negri crescând de șase ori, de la 12.000 în 1991 la 74.700 în 2004.
Africa de Sud găzduiește, de asemenea, o populație evreiască mare, descendentă din evreii europeni care au ajuns ca minoritate în rândul altor coloniști europeni. Această populație a ajuns la 120.000 în anii ’70, deși azi au rămas în jur de 67.000, restul emigrând în mare parte în Israel. Chiar și așa, aceste numere fac din comunitatea evreiască din Africa de Sud cea de-a 12-a cea mai mare din lume.

### Limbile
Zulu (22,7%)
     Xhosa (16,0%)
     ⁠Afrikaans (13,5%)
     Engleză (9,6%)
     Sotho de nord (9,1%)
     Tswana (8,0%)
     Sotho de sud (7,6%)
     Tsonga (4,5%)
     Swazi (2,5%)
     Venda (2,4%)
     Ndebele de sud (2,1%)
     Fără limbă dominantă

Limbile dominante în diverse părți ale Africii de Sud (2011)
Zulu (22,7%)
Xhosa (16,0%)
⁠Afrikaans (13,5%)
Engleză (9,6%)
Sotho de nord (9,1%)
Tswana (8,0%)
Sotho de sud (7,6%)
Tsonga (4,5%)
Swazi (2,5%)
Venda (2,4%)
Ndebele de sud (2,1%)
Fără limbă dominantă

Africa de Sud are 11 limbi oficiale: zulu, xhosa, afrikaans, engleză, sotho de nord, tswana, sotho de sud, tsonga, swazi, venda și ndebele de sud (în ordinea vorbitorilor de primă limbă). În această privință, este al patrulea țară din lume ca număr de limbi oficiale, după Bolivia, India și Zimbabwe. În timp ce toate limbile sunt egale în mod oficial, unele limbi sunt vorbite mai mult decât altele. Conform recensământului din 2011, cele mai primele trei limbi vorbite sunt zulu (22,7%), xhosa (16,0%) și afrikaans (13,5%). În pofida faptului că limba engleză este recunoscută drept limba de comerț și știință, aceasta se află pe locul patru, și a fost listată drept limba nativă de numai 9,6% din sud-africani în 2011; dar rămâne de facto lingua franca a țării. Estimările bazate pe recensământul din 1991 sugerează că puțin sub jumătate dintre sud-africani pot vorbi engleză. Este a doua limbă care se vorbește cel mai des în afara gospodăriei, după zulu.
De asemenea, țara recunoaște mai multe limbi neoficiale, inclusiv fanagalo, khoe, lobedu, nama, ndebele de nord, phuthi și limba semnelor sud-africană. Aceste limbi neoficiale pot fi utilizate în anumite utilizări oficiale în zone limitate în care s-a stabilit că aceste limbi sunt predominante.
Multe dintre limbile neoficiale ale poporului san și khoekhoe conțin dialecte regionale care se întind spre nord în Namibia și Botswana și în alte părți. Acești oameni, care sunt o populație distinctă fizic față de ceilalți africani, au propria lor identitate culturală bazată pe societățile lor de vânători-culegători. Au fost marginalizați într-o mare măsură de triburile bantu și europeni, iar restul limbilor lor sunt în pericol de a dispărea.
Albii sud-africani pot, de asemenea, vorbi și alte limbi europene, inclusiv italiană, portugheză (vorbită și de angolani și mozambicani negri), olandeză, germană și greacă, în timp ce unii sud-africani indienii vorbesc limbi indiene, cum ar fi gujarati, hindi, tamilă, telugu și urdu. Migranții din Africa Francofonă vorbesc franceză în Africa de Sud.

### Educație

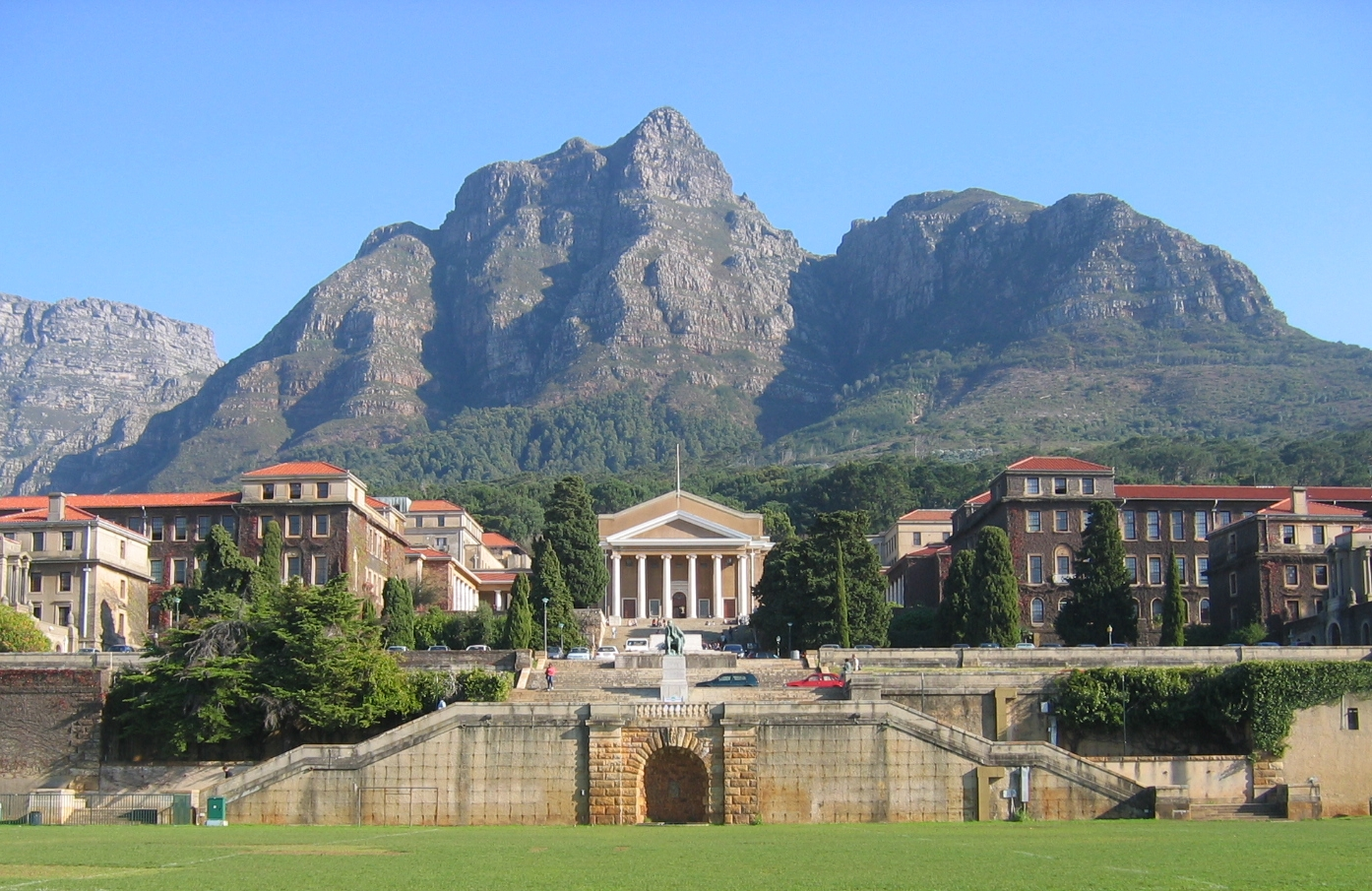
Fiind printre cele top 200 universități din lume, Universitatea din Cape Town este recunoscută ca fiind cea mai prestigioasă universitate de pe continent.

Rata de alfabetizare a adulților în 2015 a fost de 94,37%. Africa de Sud are un sistem de educație pe trei niveluri, începând cu școala primară, urmat de școala liceală, și în final instituții terțiare sub forma de universități și universități de tehnologie. Studenții au doisprezece ani de școlarizare formală, de la clasa 1 la 12. Gradul R, sau clasa 0, este un an de fundație pre-primar. Școlile primare acoperă primii șapte ani de școlarizare. Învățământul liceal se întinde pe încă cinci ani. Examenul de bacalaureat (National Senior Certificate (NSC) - Certificatul național de seniori) are loc la sfârșitul clasei 12 și este necesar pentru studii terțiare la o universitate sud-africană.
Pe vremea apartheidului, școlile pentru persoane de culoare au suferit din cauza discriminării rasiale sistematice impuse prin finanțarea inadecvată și implementarea unui program educațional separat numit Bantu Education (educație bantu). Acest program educațional a fost conceput pentru a le oferi persoanelor de culoare doar competențe suficiente pentru a lucra ca muncitori necalificați sau semi-calificați.

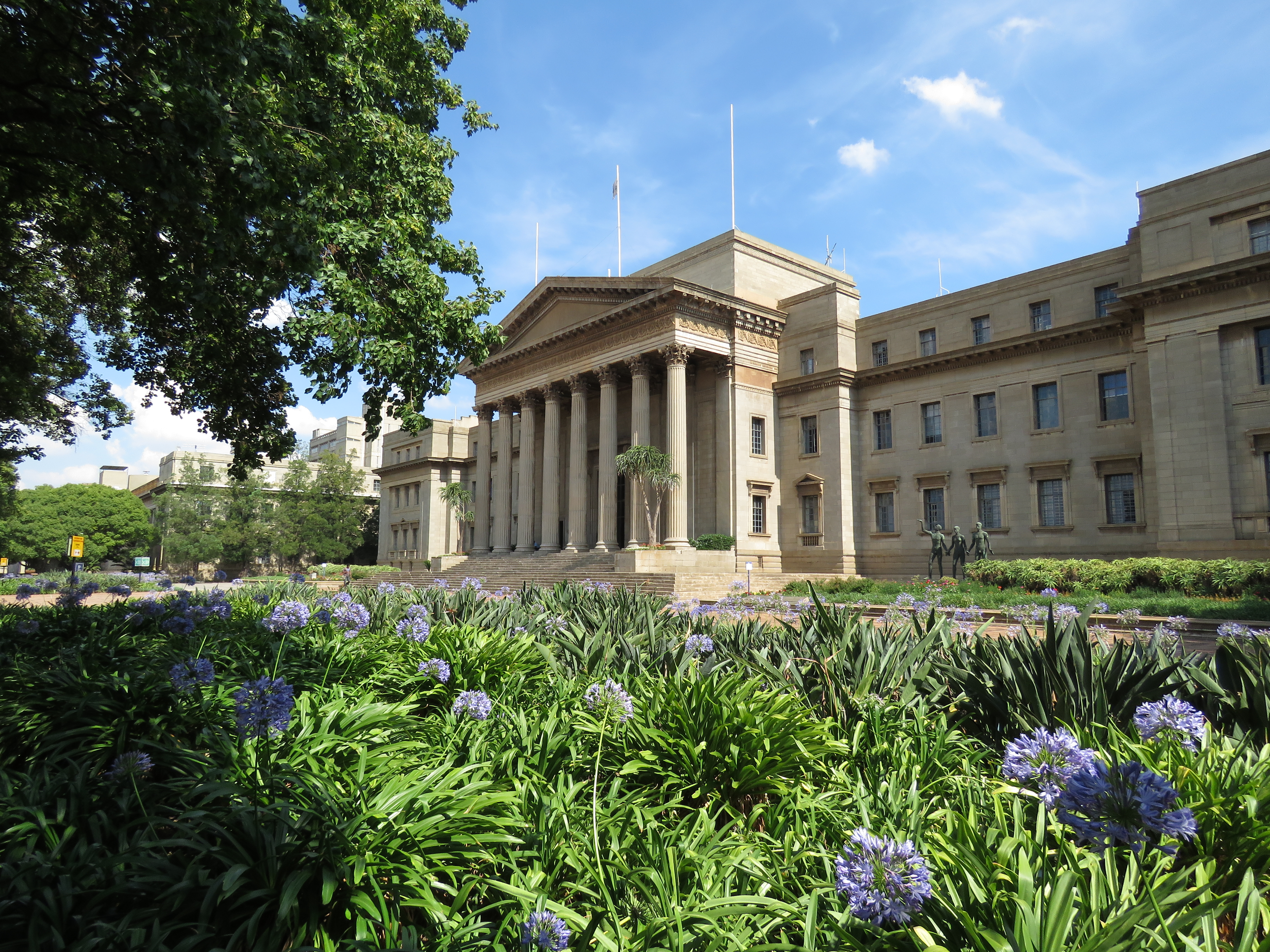
Universitatea din Witwatersrand, situat în Johannesburg, este de asemenea printre cele top 200 universități din lume.

Universitățile de stat din Africa de Sud sunt împărțite în trei tipuri: universități tradiționale, care oferă studii universitare cu focus pe teorie; universități de tehnologie (numite anterior "technikon”), care oferă în mare parte diplome pentru studii vocaționale la nivel universitar; și universități complete, care oferă ambele tipuri de calificări. Există 23 de universități de stat din Africa de Sud: 11 universități tradiționale, 6 universități de tehnologie și 6 universități complete.
În 2004, Africa de Sud a început să reformeze sistemul său de învățământ superior, fuzionând și încorporând universitățile mici în instituții mai mari și redenumind toate instituțiile de învățământ superior ca „universitate”. Până în 2015, 1,4 milioane de studenți din învățământul superior au beneficiat de o schemă de ajutor financiar care a fost promulgată în 1999.
Africa de Sud are multe universități renumite internațional, inclusiv Universitatea din Cape Town, Universitatea din Witwatersrand, Universitatea din Stellenbosch, Universitatea din KwaZulu-Natal și Universitatea din Pretoria. Universitatea din Cape Town și Universitatea din Witwatersrand figurează printre cele top 200 universități din lume, cu anumite facultăți fiind printre top 50 și top 100 facultăți din lume. Universitatea din Cape Town este recunoscută, și în mod istoric, ca fiind cea mai prestigioasă universitate de pe continent.

### Sănătate

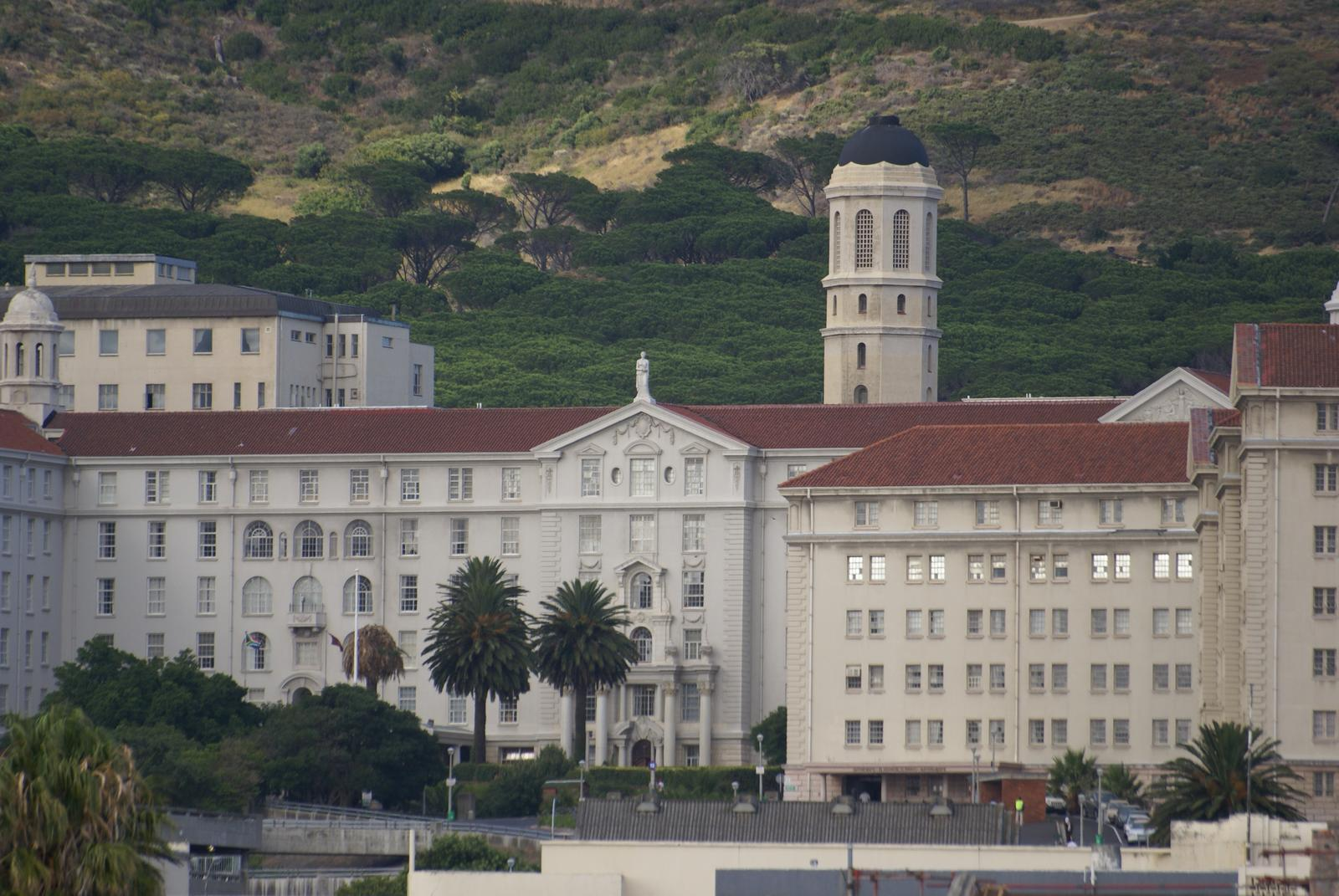
Spitalul Groote Schuur, unde a avut loc primul transplant de inimă din lume în 1967.

Potrivit Băncii Mondiale, ponderea cheltuielilor pentru sanatate in PIB a fost 8,11% în 2016. De asemenea, speranța de viață în 2017 a fost de 64 de ani. Speranța de viată între albi și negri este mare, cu speranța de viață în 2009 pentru sud-africanii albi fiind 71 de ani și pentru sud-africanii negri fiind 48 de ani. Cheltuielile de asistență medicală în țară reprezintă aproximativ 9% din PIB. [205]

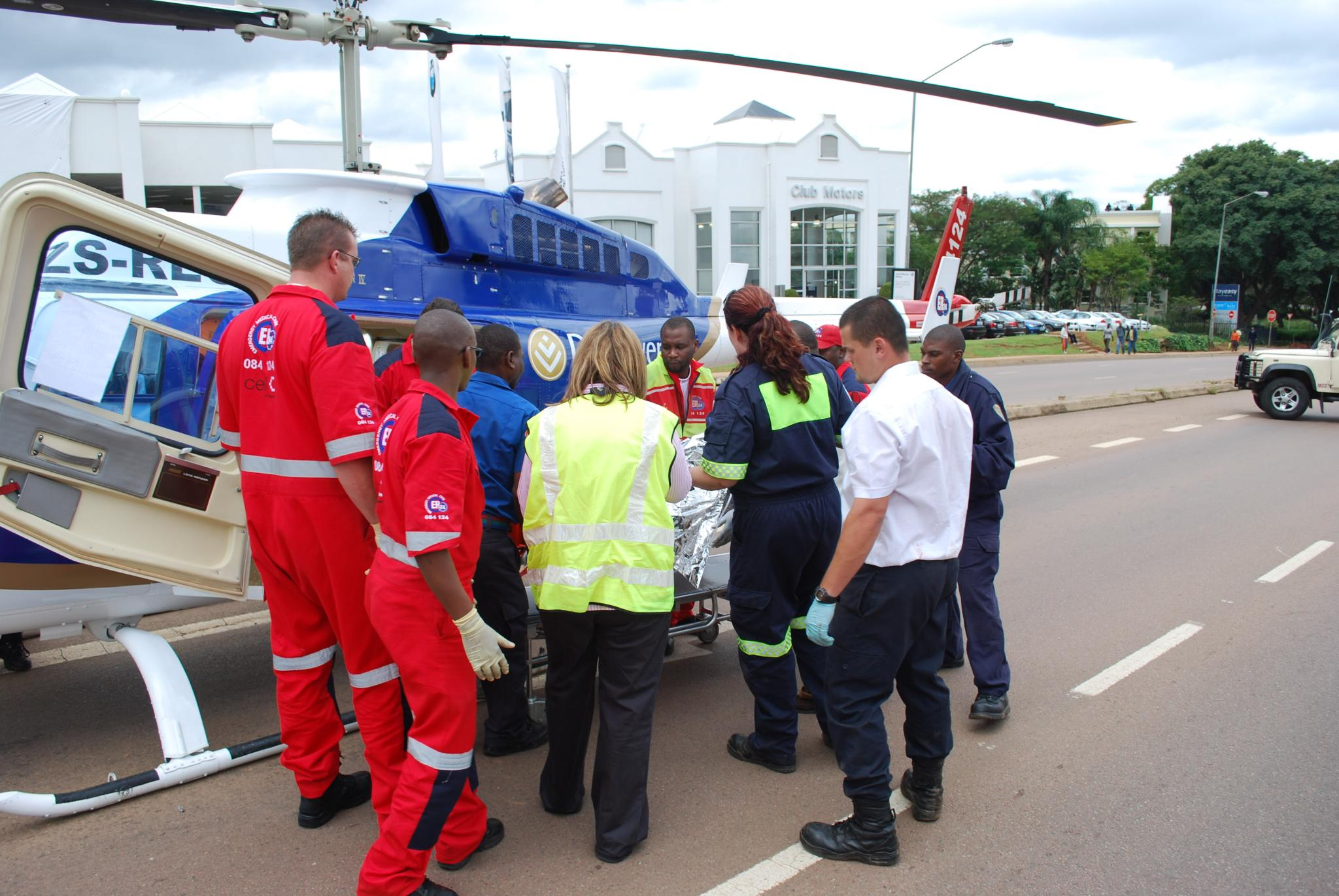
Paramedici transportând un pacient cu elicopterul de salvare.

În 2013, aproximativ 84% din populație depindeau de sistemul public de sănătate, care este afectat de resurse limitate și deficiențe cronice de resurse umane. În 2014, numărul de oameni raportat la numărul de medici în sistemul public de sănătate era 4,024 de oameni raportat la un medic.
De asemenea, în 2013, aproximativ 20% din populație foloseau sistemul privat de sănătate. Doar 16% din populație este acoperită de asigurări de sănătate private. Restul plătesc pentru asistența medicală privată „din buzunarul propriu” sau prin abonamente încheiate cu o rețea privată de sănătate. Cele trei grupuri dominante de rețele private de sănătate (Mediclinic, Life Healthcare și Netcare) controlează împreună 75% din piața sistemului privat de sanatate. În 2014, erau 203 de spitale private și 610 de clinici private în Africa de Sud, acestea fiind cu standarde de clasă mondială comparabile cu alte țări dezvoltate cu sisteme private de sănătate bine puse la punct. Majoritatea medicilor din Africa de Sud lucrează în sistemul privat, rezultând față de sistemul public, într-un număr mai mic de oameni raportat la numărul de medici în sistemul privat, care era 330 de oameni la un medic în 2014.

#### Epidemia HIV/SIDA
Conform Raportului UNAIDS din 2015, Africa de Sud estimează că șapte milioane de persoane trăiesc cu HIV - mai mult decât oricare altă țară din lume. În 2018, prevalența HIV - procentul de persoane care trăiesc cu HIV - în rândul adulților (15-49 ani) a fost de 20,4%, iar în același an au murit 71.000 de persoane din cauza unei boli asociate cu SIDA.
Un studiu din 2008 a relevat faptul că infecția cu HIV/SIDA în Africa de Sud este divizată în mod distinct pe linii rasiale: 13,6% dintre negri sunt HIV-pozitivi, în timp ce doar 0,3% dintre albi au boala. Majoritatea deceselor sunt din populația economic activă, ceea ce duce la numeroși orfani din cauza bolii SIDA, care în multe cazuri depind de stat pentru îngrijire și sprijin financiar. Se estimează că în Africa de Sud există 1.200.000 de orfani.
Impactul acestui epidemii a fost agravată la începutul anilor 2000 din cauza unei politici deficitare de sănătate publică, în care legătura dintre HIV, un virus răspândit în primul rând prin contact sexual, și SIDA a fost negată de multă vreme de fostul președinte Thabo Mbeki și ministrul sănătății sale, Manto Tshabalala-Msimang, care au insistat că numeroasele decese din țară se datorează malnutriției și, prin urmare, sărăciei, și nu virusul HIV. În 2007, ca urmare a presiunii internaționale, guvernul începea să facă eforturi pentru a lupta împotriva bolii SIDA.
După alegerile generale din 2009, fostul președinte Jacob Zuma l-a numit pe dr. Aaron Motsoaledi drept nou ministru al sănătății și și-a angajat guvernul să crească finanțarea și sfera aplicării al tratamentului HIV, iar până în 2015, Africa de Sud a înregistrat progrese semnificative, cu disponibilitatea mare a medicamentelor antiretrovirale rezultând la o creștere a speranței de viață de la 52,1 de ani la 62,5 de ani.

## Cultură
Cu privire la tradițiile culturale indigene africane, acestea rămân cel mai puternic în comunitățile sărace din mediul rural; pe măsură ce africanii negri au devenit din ce în ce mai urbanizați și occidentali, aspectele culturii tradiționale au scăzut. Membrii clasei de mijloc, care sunt predominant albi, dar cu un număr tot mai mare de africani negri, colorați și indieni, au stiluri de viață similare în multe privințe cu oameni din Europa de Vest, America de Nord și Australia.

### Artă

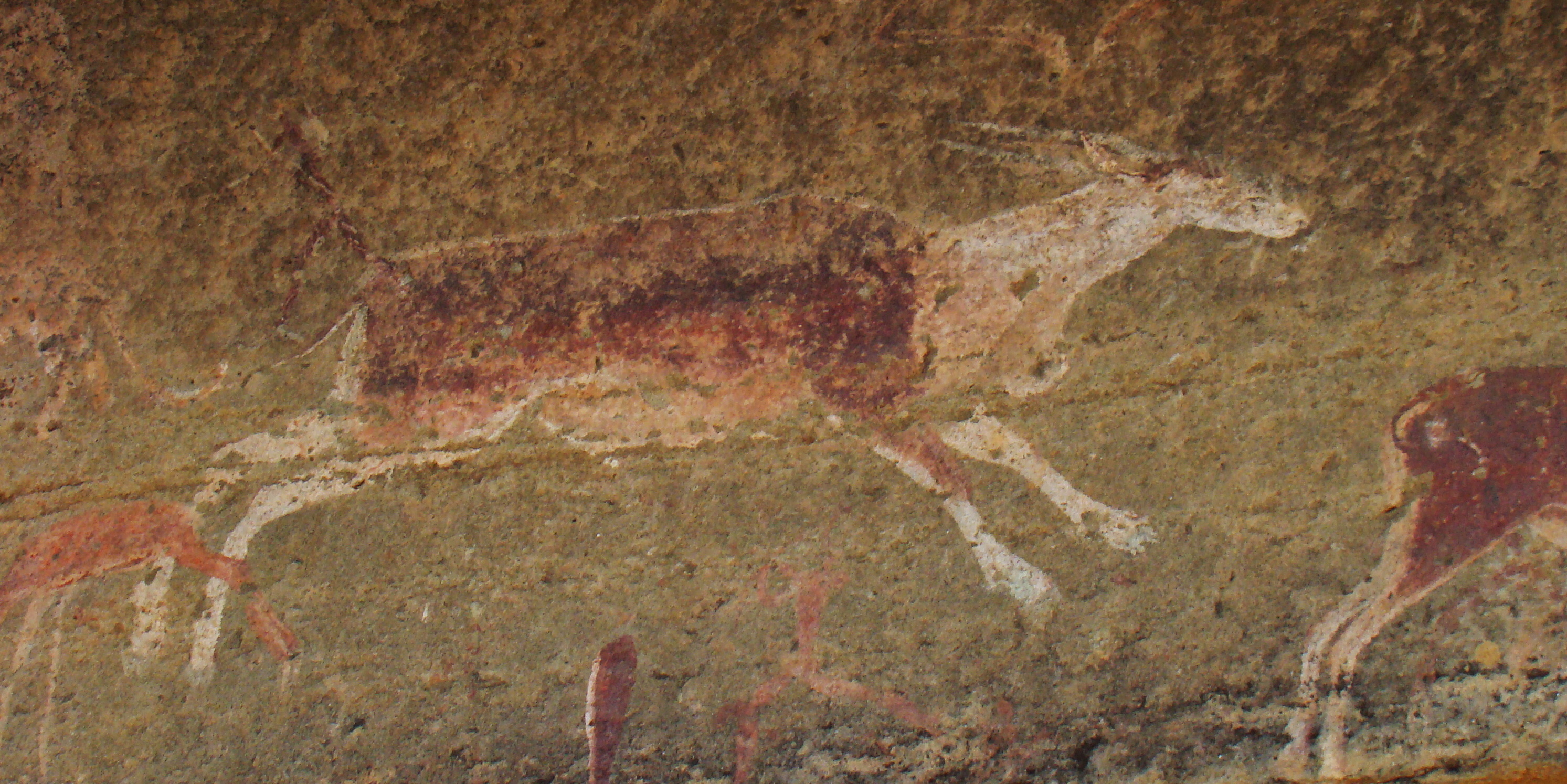
O pictură rupestră a unei antilope gnu, Munții Scorpiei.

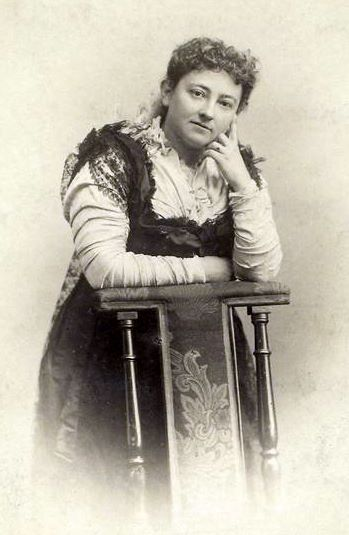
Olive Schreiner

Arta sud-africană include cele mai vechi obiecte de artă din lume, care au fost descoperite într-o peșteră sud-africană și datate de acum 75.000 de ani. Triburile răspândite ale popoarelor Khoisan care se mutau în Africa de Sud din jurul anului 10.000 î.Hr. aveau propriile stiluri de artă văzute astăzi într-o multitudine de picturi rupestre. Au fost înlocuite de popoarele Bantu/Nguni cu formele proprii de artă. Noi forme de artă au evoluat în mine și mediul urban: o artă dinamică folosind totul, de la benzi de plastic la raze de biciclete. Arta populară a afrikanerilor (influențată de neerlandezi) și arta artiștilor albi din mediul urban, urmând cu stăruință schimbările tradițiilor europene începând cu anii 1850 încoace, a contribuit, de asemenea, la acest amestec eclectic care continuă să evolueze și în prezent.
Literatura sud-africană a fost format de istoria socială și politică unică a țării. Unul dintre primele romane cunoscute scrise de un autor negru într-o limbă africană, a fost Mhudi, al lui Solomon Thekiso Plaatje, scris în 1930. În anii 1950, revista Drum a devenit renumit pentru satiri politice, ficțiuni și opinii, dând glas culturii negre urbane.
Printre autorii albi sud-africani renumiți se numără Alan Paton, care a publicat romanul Cry, the Love Country in 1948. Nadine Gordimer a devenit prima sud-africană care a primit premiul Nobel pentru literatură, în 1991. J. M. Coetzee a câștigat premiul Nobel pentru literatură, în 2003.
Piesele de teatru ale lui Athol Fugard sunt interpretate în mod regulat în teatrele din Africa de Sud, Londra (Royal Court Theatre) și New York. Romanul The Story of an African Farm (1883) a lui Olive Schreiner a fost o revelație în literatura victoriană: este considerată de mulți ca fiind introducerea feminismului în forma romană.
Scriitorul Breyten Breytenbach a fost pedepsit cu închisoare pentru implicarea sa în mișcarea de gherilă împotriva apartheidului. André Brink a fost primul scriitor afrikaner care a fost interzis de către guvernul apartheid după ce a publicat romanul A Dry White Season.

### Cultură populară
Sectorul mass-media sud-african este mare, iar Africa de Sud este unul dintre principalele centre mass-media africane. În timp ce numeroasele radiodifuzoare și publicații din Africa de Sud reflectă diversitatea populației, limba cea mai frecvent folosită este limba engleza. Cu toate acestea, celelalte zece limbi oficiale sunt reprezentate într-o anumită măsură sau alta.
Există o mare diversitate în muzica din Africa de Sud. Muzicienii negri au dezvoltat un stil unic numit Kwaito, despre care se spune că devine din ce în ce mai prezent în radio, televiziune și reviste. De remarcat este Brenda Fassie, care a ajuns faimoasă cu piesa ei „Weekend Special”, fiind cântată în engleză. Alți muzicieni celebri tradiționali africani includ Ladysmith Black Mambazo, în timp ce Soweto String Quartet interpretează muzică clasică cu influențe africane. Africa de Sud a produs muzicieni de jazz de renume mondial, în special Hugh Masekela, Jonas Gwangwa, Abdullah Ibrahim, Miriam Makeba, Jonathan Butler, Chris McGregor și Sathima Bea Benjamin. Muzica afrikaans acoperă mai multe genuri, precum contemporanul Steve Hofmeyr, trupa de punk rock Fokofpolisiekar și cantautorul Jeremy Loops. Printre muzicienii populari sud-africani care au avut succes internațional se numără Johnny Clegg, duo-ul de rap-rave Die Antwoord și trupa de rock Seether.
Deși puține producții de filme sud-africane sunt cunoscute în afara Africii de Sud, multe filme străine au fost produse despre Africa de Sud. Probabil, cel mai cunoscut film care arată Africa de Sud din ultimii ani a fost District 9. Alte excepții notabile sunt filmul Tsotsi, care a câștigat premiul Oscar pentru cel mai bun film străin la cea de-a 78-a ediție a Premiilor Academiei Americane de Film din 2006, precum și U-Carmen e-Khayelitsha, care a câștigat Ursul de aur la Festivalul Internațional de Film de la Berlin din 2005. În 2015, filmul The Endless River, a lui Oliver Hermanus, a devenit primul film sud-african selectat pentru Festivalul de Film de la Veneția.

### Gastronomie

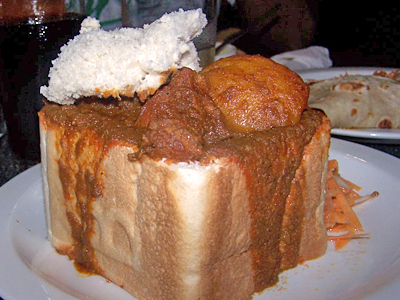
Bunny chow servit în Durban, mâncare care provine din comunitatea indiană sud-africană.

Bucătăria sud-africană este diversă; mâncăruri din multe culturi sunt savurate de toți și mai ales comercializate turiștilor care doresc să probeze varietatea mare disponibilă.
Bucătăria sud-africană este puternic bazată pe carne și a creat o adunare socială distinctă din Africa de Sud cunoscută sub numele de braai, o variantă a grătarului. Africa de Sud s-a dezvoltat, de asemenea, într-un mare producător de vinuri, cu unele dintre cele mai bune podgorii situate în văile din jurul Stellenbosch, Franschhoek, Paarl și Barrydale.

### Sport

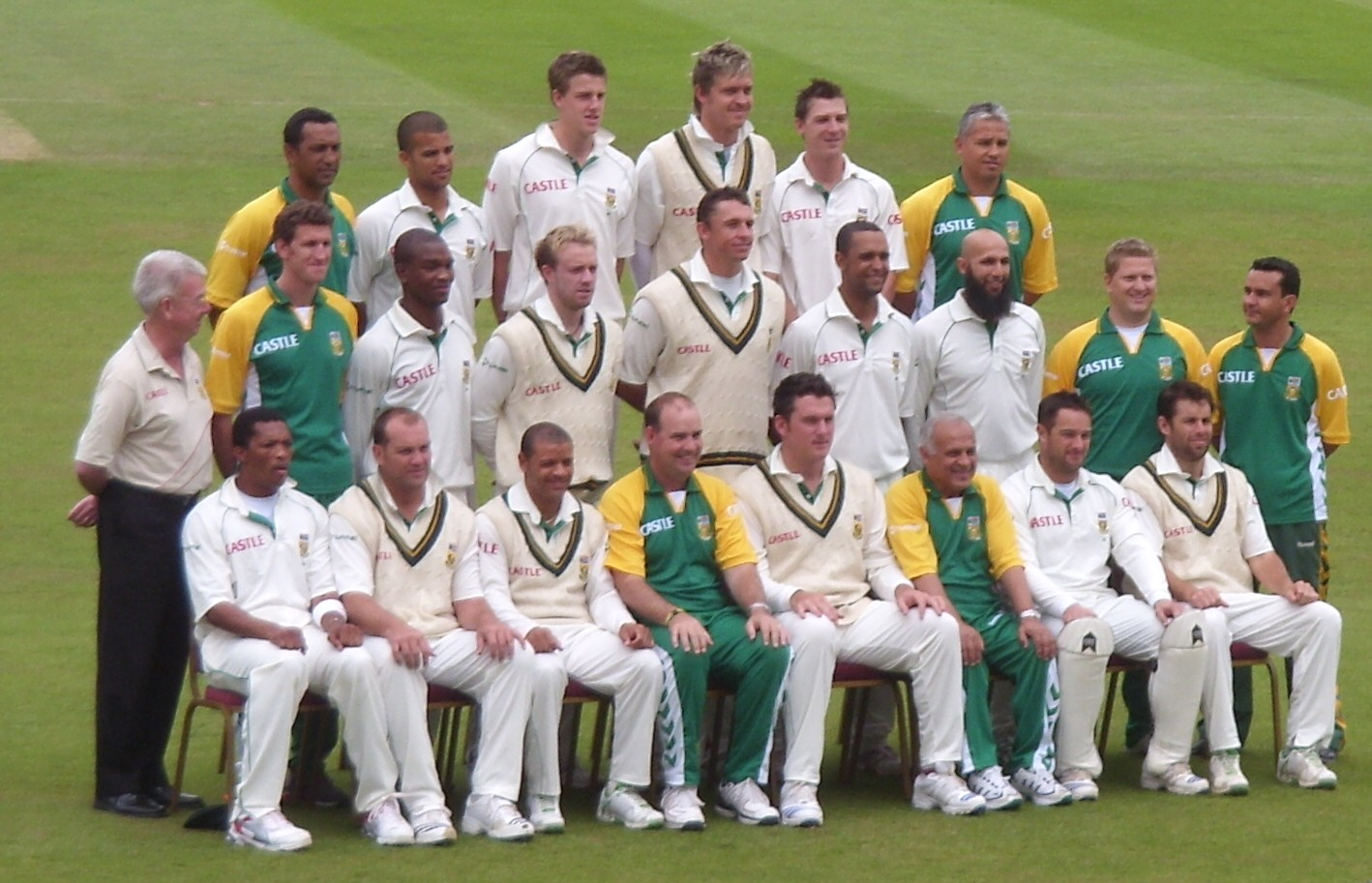
Echipa națională de crichet, Proteas, în 2008.

Cele mai populare sporturi din Africa de Sud sunt fotbal, rugby și crichet. Alte sporturi cu sprijin semnificativ sunt înotul, atletismul, golful, boxul, tenisul, ringball și netball. Deși fotbalul are cel mai mare suport în rândul tinerilor, alte sporturi precum baschetul, surful și skateboard-ul sunt din ce în ce mai populare.
Fotbalul este cel mai popular sport din Africa de Sud. Fotbaliștii care au jucat pentru cluburi străine importante includ Steven Pienaar, Lucas Radebe, Philemon Masinga, Benni McCarthy, Aaron Mokoena și Delron Buckley. Africa de Sud a găzduit Campionatul Mondial de Fotbal din 2010, iar președintele FIFA Sepp Blatter a acordat Africii de Sud un scor de 9 din 10 pentru succesul găzduirii campionatului.
Boxeri celebri includ Jacob Matlala (Baby Jake), Vuyani Bungu, Welcome Ncita, Dingaan Thobela, Gerrie Coetzee și Brian Mitchell. Jordy Smith, un surfer din Durban, a câștigat competiția de surf Billabong J-Bay Open din 2010, făcându-l cel mai bine cotat surfer din lume. Africa de Sud a avut și un campion mondial de Formula 1, Jody Scheckter în 1979. Printre jucătorii celebri de crichet se numără Kagiso Rabada, A. B. de Villiers, Hashim Amla, Dale Steyn, Vernon Philander și Faf du Plessis.

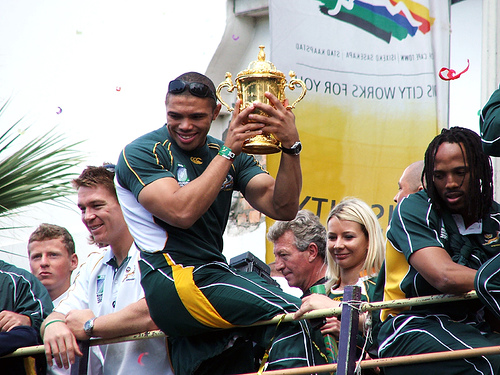
Echipa națională de rugby Springboks într-o paradă de autobuz după câștigarea Cupei Mondiale de Rugby din 2007.

Mulți jucători celebri de rugby de clasă mondială provin din Africa de Sud, inclusiv Francois Pienaar, Joost van der Westhuizen, Danie Craven, Frik du Preez, Naas Botha, și Bryan Habana. Africa de Sud a câștigat Cupa Mondială de Rugby de trei ori, fiind la egal cu Noua Zeelandă pentru cele mai multe victorii obținute la Cupa Mondiale de Rugby. Africa de Sud a câștigat pentru prima dată Cupa Mondială de Rugby în 1995, pe care a și găzduit-o. A căstigat dturneul din nou în 2007 și în 2019. După Cupa Mondială de Rugby din 1995, Africa a găzduit turneul de fotbal Cupa Africii pe Națiuni din 1996, pe care echipa națională de fotbal, Bafana Bafana, l-a câstigat. Cu privire la crichet, Africa de Sud a găzduit, de asemenea, Cupa Mondială de Crichet din 2003, și Campionatul Mondial ICC World Twenty20 din 2007. Echipa națională de crichet, Proteas, a câștigat ediția inaugurală a Trofeul ICC KnockOut din 1998, învingând echipa națională de crichet a Indiilor Occidentale]].
În 2004, echipa națională de înot (format din Roland Schoeman, Lyndon Ferns, Darian Townsend și Ryk Neethling) au câștigat medalia de aur la Jocurile Olimpice de la Atena, obținând simultan recordul mondial. În competiția de releu freestyle 4×100, Penny Heyns a câștigat aurul olimpic în Jocurile Olimpice de vară din 1996 de la Atlanta. În 2012, Oscar Pistorius a devenit primul sprinter dublu amputat care a concurat la Jocurile Olimpice de la Londra. În golf, Gary Player este în general considerat unul dintre cei mai mari jucători din istoria jocului, fiind unul dintre cei cinci jucători de golf care a obținut un grand șlam. Alți jucători sud-africani care au câștigat turnee de golf importante includ Bobby Locke, Ernie Els, Retief Goosen, Tim Clark, Trevor Immelman , Louis Oosthuizen și Charl Schwartzel.